# Russische filosofie

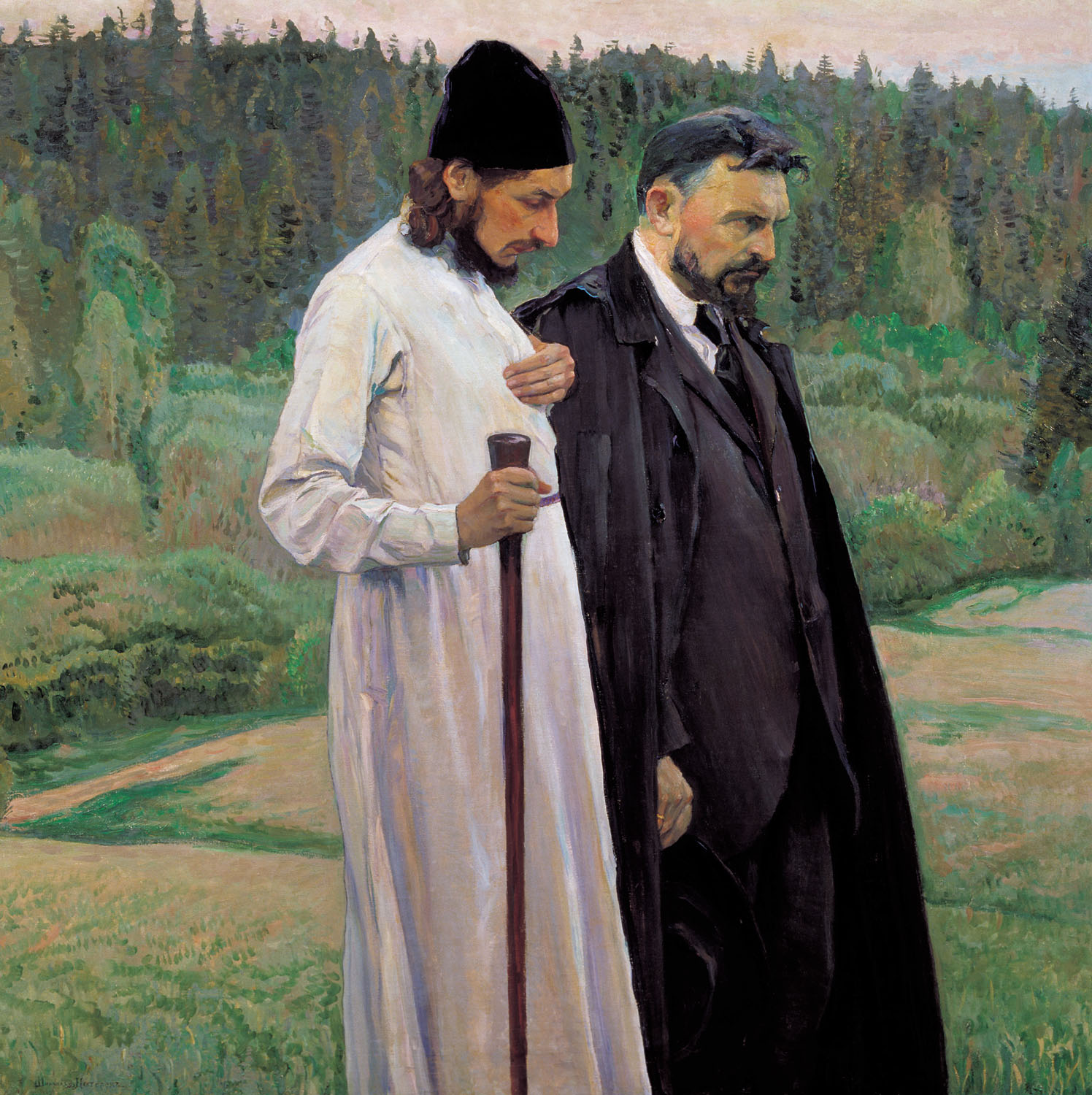
De filosofen (1917) door Michail Nesterov met Pavel Florenski (links) en Sergej Boelgakov (rechts)

Russische filosofie slaat op een reeks filosofische stromingen en denkers die voornamelijk of enkel in Rusland actief zijn of waren en daarom ook sterk door de Russische cultuur en geschiedenis getekend worden. Een andere mogelijke definitie is: "zichzelf als filosofie bepalend denken in de Russische of een daaraan nauw verwante taal (Oudslavisch, Oekraïens, Wit-Russisch) en/of in een aan Rusland gebonden filosofische cultuur." Grotendeels door toedoen van het eigen karakter van de Russische filosofie valt zij moeilijk binnen de geschiedenis van de westerse filosofie te plaatsen, maar loopt ze er eerder parallel mee.
Typerende kenmerken van de Russische filosofie zijn een sterke religieus-orthodoxe dimensie, het debat rond de slavofilie en in de hedendaagse filosofie een sterke band met het marxisme en communisme. Een ander kenmerk is dat vele Russische filosofen niet zozeer academisch en systeemfilosoof zijn, maar vaak in de eerste plaats schrijver. De band met de Russische literatuur is dan ook sterk zichtbaar, onder anderen bij Fjodor Dostojevski en Lev Tolstoj. Mede door deze band vertoont de Russische filosofie een sterke interesse in onderwerpen zoals creativiteit, vrijheid, politieke filosofie, nationalisme, religie en mystiek.

## Geschiedenis

### Het begin van de Russische filosofie

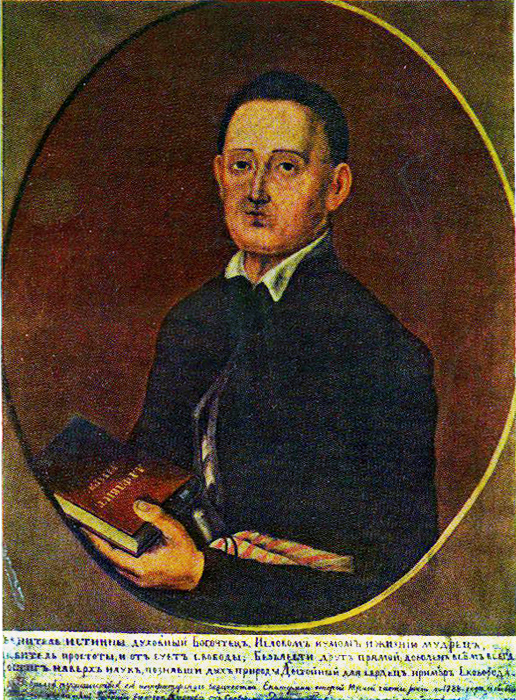
Grigori Skovoroda (1722-1794) wordt beschouwd als de eerste echte Russische filosoof

De eerste sporen van filosofisch denken in Rusland zijn terug te leiden tot de opkomst van het christendom. De kerstening van het Kievse Rijk vond plaats in 988, toen Vladimir de Grote zich liet dopen. Stappen daartoe waren al gezet door Cyrillus en Methodius in de 9e eeuw, die de Bijbel in oudkerkslavisch vertaalden. Als gevolg van deze bekering begonnen langzamerhand christelijke werken, voornamelijk van de kerkvaders in het Russisch vertaald te worden. Zo werden de theologische werken van Johannes Damascenus al in de 12e eeuw in het Russisch vertaald. Ook het werk van Pseudo-Dionysius de Areopagiet, met commentaren van Maximus Confessor, werd in de 14e eeuw vertaald. Samen met werken van vele andere oosterse kerkvaders werden deze bewaard in de Russische kloosters.
Een gevolg van het feit dat de belangrijkste schriften reeds vroeg vertaald werden in het Russisch was dat het Russische denken grotendeels werd afgesloten van de Latijnse en zeker de Griekse traditie in de filosofie en dus al vroeg geïsoleerd raakte. Een ander element dat dit nog eens versterkte was het Oosters Schisma in 1054 dat een geloofsbreuk betekende tussen de oosters-orthodoxe kerken en de Rooms-Katholieke Kerk. Deze vertalingen hebben er wel voor gezorgd dat de Russische clerus zelf begon het theologisch en filosofisch werk van Byzantium verder te ontwikkelen, dat ook nog qua geloof dicht bij Rusland aansloot. Een belangrijke inspiratiebron was bijvoorbeeld Johannes Damascenus, die een invloedrijke zesvoudige definitie van de filosofie opstelde. Echter de Val van Constantinopel in 1453 zorgde ervoor dat Rusland zijn inspiratiebron, namelijk het Byzantijnse Rijk, kwijtraakte. Hierdoor ging het land zich nog meer op zichzelf richten en beschouwden sommigen, waaronder Philotheus van Pskov (1465-1542), Moskou als het 'derde Rome' (na Rome en Constantinopel die beide het geloof kwijt waren).
Pas in de 17e eeuw, door het veroveren van Wit-Rusland en Oekraïne, sijpelde de scholastiek, dat in de veroverde gebieden bekend was, in Rusland binnen. In het begin waren het vooral theologen die filosofisch actief waren, zoals de metropoliet Pjotr Mogila (1596-1646) en de bisschop Feofan Prokopovitsj (1681-1736). Zo hield Prokopovitsj zich bezig met het bestrijden van het werk van Baruch Spinoza en wilde de rede met het geloof verzoenen. De eerste 'leek' die aan filosofie deed, soms beschreven als de eerste Russische filosoof, was Grigori Skovoroda (1722-1794). Skovoroda was in de eerste plaats een rondtrekkende leraar en moralist en hij wordt dan ook weleens de "Russische of Oekraïense Socrates" genoemd. Zijn overgeleverde werken, die pas postuum zijn gepubliceerd, zijn voornamelijk geschreven in dialoogvorm. In zijn werk baseerde hij zich vooral op de Bijbel, maar stond ook al onder de invloed van het neoplatonisme en het Duits mysticisme. Zijn filosofie bestond voornamelijk uit een dualisme dat hij terugvond in de mens, de kosmos en de Bijbel. Elk van deze drie had een binnenkant en een buitenkant met unieke eigenschappen.

### De Russische verlichting
Onder de overheersing van de Tataren en het daaropvolgend isolationisme van het Tsaardom Rusland stond de Russische filosofie voornamelijk stil en werd zij grotendeels afgesloten van elk contact met de westerse wijsbegeerte. Het was pas bij Peter de Grote, die de deur naar Europa openzette dat er terug beweging kwam in het Russisch intellectueel leven en dat er een grote instroom kwam van westerse invloeden. Zo begon enerzijds de Verlichtingsfilosofie van onder anderen Voltaire zijn invloed uit te oefenen op de Russische adel. Anderzijds zette dit ook een nieuwe impuls in het religieuze denken in gang en geconfronteerd met het verdeelde Westen, ging men in Rusland zoeken naar het "ware Christendom". In de 18e eeuw verscheen de vrijmetselarij in Rusland en raakte al snel wijdverspreid. Dit vindt men onder anderen terug bij Nikolaj Novikov (1744-1818) en Michail Speranski (1772-1839).

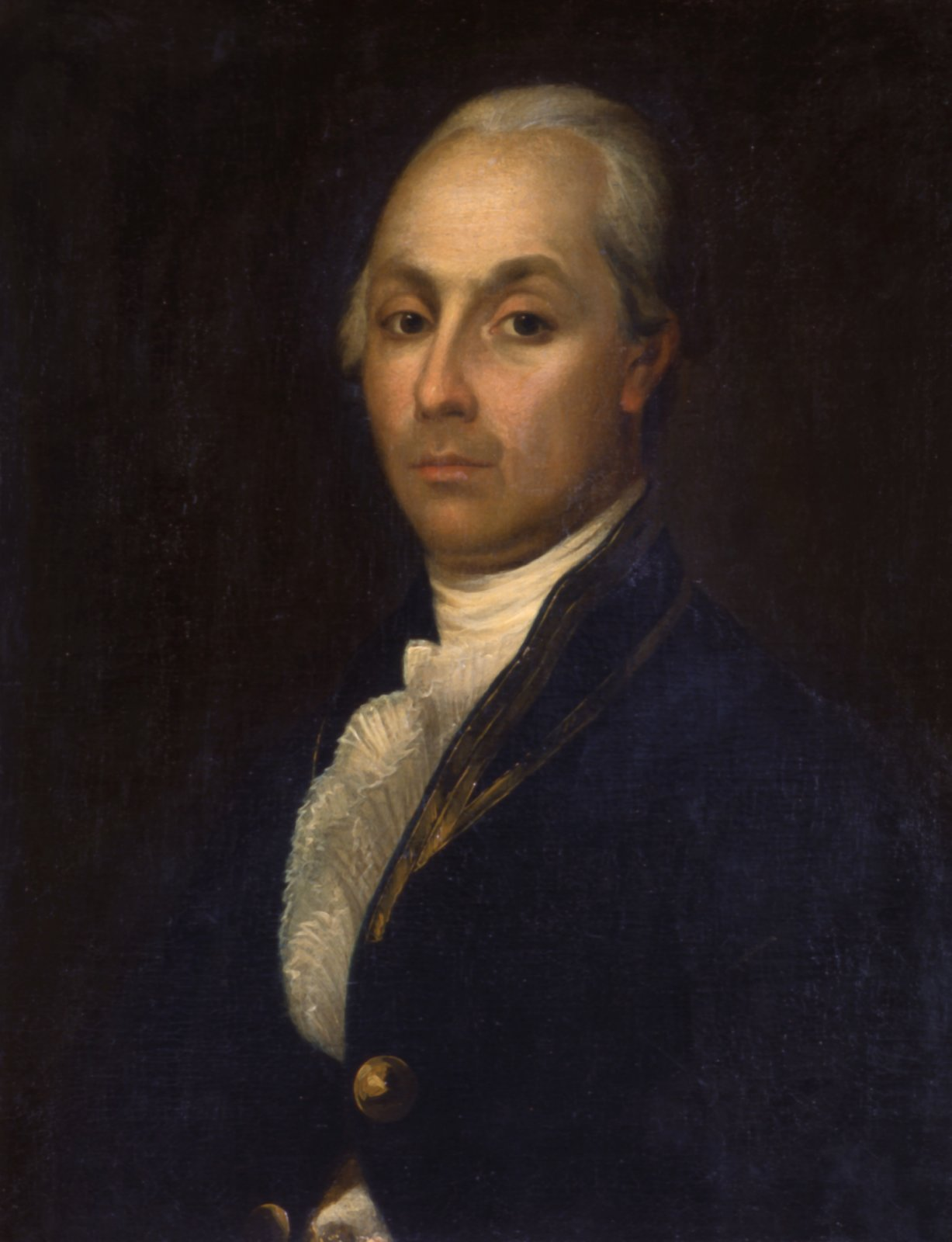
Aleksandr Radisjtsjev (1749-1802)

De voornaamste filosofische invloeden die toen speelden, waren die van mystieke denkers zoals Jakob Böhme en Saint-Martin. Ook Russische vertalingen van het werk van Thomas a Kempis, diens De imitatione Christi, en Johann Arndt werden uitgegeven. Voorbeelden van Russische intellectuelen uit die tijd waren Novikov, die het als zijn taak zag het 'ware Christendom' te verspreiden en Johann Schwarz (1751-1784), een Duitser die aan de staatsuniversiteit van Moskou, opgericht door Michail Lomonosov (1711-1765), doceerde. Vele van deze intellectuelen hadden echter wel problemen met de staat, zeker na de Franse Revolutie in 1789, en werden door Catherina de Grote verbannen naar Siberië. Catherina II was echter geen tegenstander van de Russische intelligentsia. Zo stuurde zij verscheidene jongere intellectuelen naar de Europese universiteiten, zoals de universiteit Leipzig, om daar rechten en andere studies op te nemen. Een ander voorbeeld is Semjon Desnitski (1740-1789) die naar Glasgow gestuurd werd en er vertrouwd raakte met de Schotse verlichtingsdenkers zoals Adam Smith.
De filosoof Aleksandr Radisjtsjev (1749-1802) was ook een van deze jonge intellectuelen. Radisjtsjev raakte in Leipzig vertrouwd met de sociale en politieke filosofie van Rousseau, Locke, Montesquieu, Helvetius, Leibniz en Herder. Voor Radisjtsjev resulteerde dit in zijn bekend boek Reis van Petersburg naar Moskou (1790) waar hij zich tegen vormen van autocratie en lijfeigenschap afzette. Hij schreef ook meer filosofische traktaten zoals zijn Over de mens en zijn sterfelijkheid en onsterfelijkheid (1796). Hierin probeerde hij de 'materiële' argumenten tegen de onsterfelijkheid van de ziel te ontkrachten en zo te bewijzen dat de ziel onafhankelijk van het lichaam bestond. Zo wees hij bijvoorbeeld op de gelijkenissen tussen natuurlijke krachten, zoals elektriciteit, en de ziel die beide niet 'vernietigd' kunnen worden. Ook zette hij zich af tegen de opvatting van Helvetius die alle kennis reduceerde tot zintuiglijke kennis. Radisjtsjev stelde dat als men bijvoorbeeld met één oog naar een object keek en vervolgens met het ander, we moeten erkennen dat we twee zintuiglijke indrukken hebben. Als we echter met beide ogen kijken lijkt het alsof we er maar een hebben. Er zit aldus een verschil in zintuiglijke kennis en kennis in de ziel. Andere belangrijke denkers uit deze tijd waren Michail Sjtsjerbatov (1733-1790) en Denis Fonvizin (1744-1792).

### 19e-eeuwse Russische filosofie
In de 19e eeuw nam de Russische filosofie steeds in omvang toe. Voornamelijk na een periode, die begon rond 1830, van sterk enthousiasme voor het Duits idealisme van Kant, Fichte, Schelling en Hegel, bijvoorbeeld in de zogenaamde любомудры-groep (ljoebomoedry; "zij die houden van kennis"). Schellings natuurfilosofie en esthetica werkte vooral door in het werk van Michail Pavlov (1773-1840), Danilo Vellanski (1774-1847), Aleksandr Galitsj (1783-1848) en Nikolaj Nadezjdin (1804-1856). Zo stelde Pavlov dat alle kennis door intellectuele intuïtie bereikt werd en dat ervaring slechts bestond ter bevestiging van deze intuïtie. Vele van deze denkers waren niet in de eerste plaats filosofen zoals men het nu begrijpt, maar eerder 'wetenschappers'. Zo was Pavlov professor in de fysica, Vellanski professor in de fysiologie en Nadezhdin de eerste Russische etnograaf.

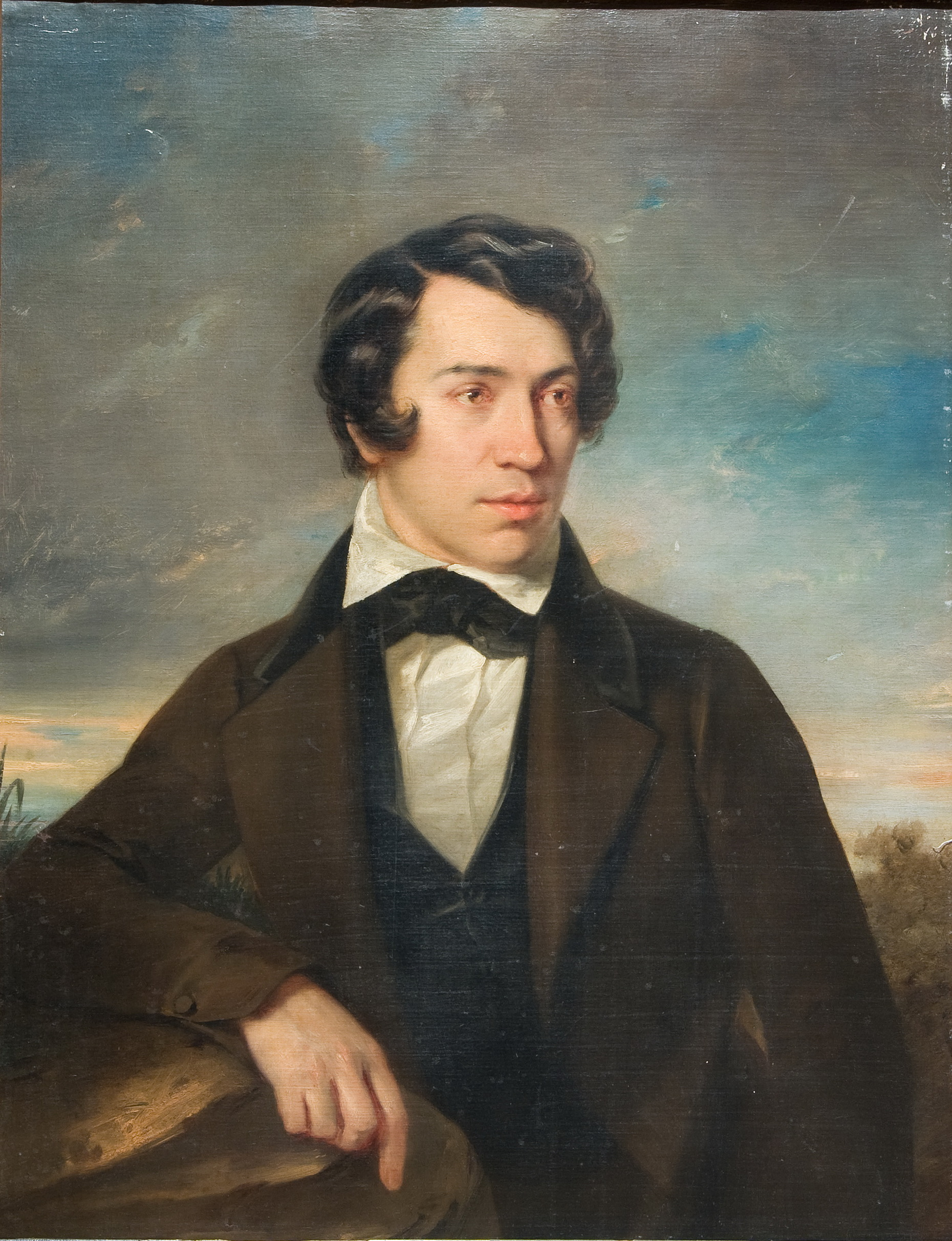
Aleksej Chomjakov (1804-1860)

#### Slavofielen
Het eerste onafhankelijke Russische denken is terug te vinden in het westerlingen-slavofiliedebat: de vraag of Rusland zich al dan niet moet spiegelen aan het Westen of anderzijds een eigen Russisch identiteit moet uiteenzetten. De grondleggers hiervan waren Aleksej Chomjakov (1804-1860) en Ivan Kirejevski (1806-1856), maar eerste aanzetten kunnen al gevonden worden in het werk van Nikolaj Gogol (1809-1852). Zij wilden deze sterke Duitse invloed op het Russische denken doorbreken en grepen weer sterker terug op het christelijke denken van de oosterse kerkvaders. De westerse filosofie verwierpen zij, grotendeels doordat ze het te rationalistisch, dualistisch, positivistisch en eenzijdig vonden. De Russische filosofie had dan ook de taak om het menselijk leven weer in zijn 'geheel' te denken en zowel plaats maken voor het verstand als voor het hart en het geloof. Hoewel zij zelf geen filosofisch systeem uiteenzetten, legden zij wel de eerste bouwstenen voor een filosofische traditie in Rusland, namelijk die van slavofiele denkers die een systematische christelijk wereldopvatting wilden uitwerken. Een belangrijk artikel van Kirejevski was Over de mogelijkheid en noodzaak van nieuwe principes voor de filosofie (1856). In feite was dit een inleiding in een geambieerd groter werk, maar Kirejevski stierf door cholera in 1856 toen hij zijn zoon in Sint-Petersburg ging bezoeken.
Chomjakov schreef gelijkaardige werken waarin hij de westerse kennisopvatting hekelde en had ook verschillende discussies met Kirejevski. Zelf legde hij vooral de nadruk op het 'metalogisch' karakter van het geloof en de intuïtieve kennis, maar ook op de noodzaak van het organische geheel van de christelijke kerk: pas als (gelovige) gemeenschap (sobornost) kon het Russische volk tot waarheid komen. Waarheid wordt dus niet bereikt door een elite of door een hiërarchie in de Kerk, maar door de gelovige gemeenschap in zijn geheel. Pas in deze sobornost kan vrijheid en eenheid op de juiste wijze gecombineerd worden, terwijl er in het rooms-katholicisme eenheid zonder vrijheid is, en in het protestantisme vrijheid zonder eenheid.
De slavofiel Konstantin Aksakov (1817-1860) benadrukte dan weer het verschil tussen land en staat. Land staat hier gelijk aan het leven in gemeenschap en het zich laten leiden door de innerlijke morele wet, terwijl de staat staat voor externe wetgeving van bovenaf. Het probleem met het Westen, volgens Aksakov, is dat ze eenzijdig van de staat vertrekken en het innerlijke aspect geheel ontbreken. Rusland daarentegen is er een evenwichtige eenheid tussen beide. Andere slavofielen waren Vladimir Odojevski (1803-1869), Fjodor Tjoettsjev (1803-1873), Joeri Samarin (1819-1876), Fjodor Dostojevski (1821-1881), Nikolaj Danilevski (1822-1885), Ivan Aksakov (1823-1886), Nikolaj Strachov (1828-1896), Konstantin Pobedonostsev (1827-1907), Konstantin Leontjev (1831-1891) en Ivan Iljin (1883-1954). Sindsdien is de plaats van Rusland in de wereld een eeuwig terugkerend onderwerp binnen de Russische filosofie en zal bijvoorbeeld ook doorwerken in de Potsjvennitsjestvo-beweging en de panslavistische beweging.

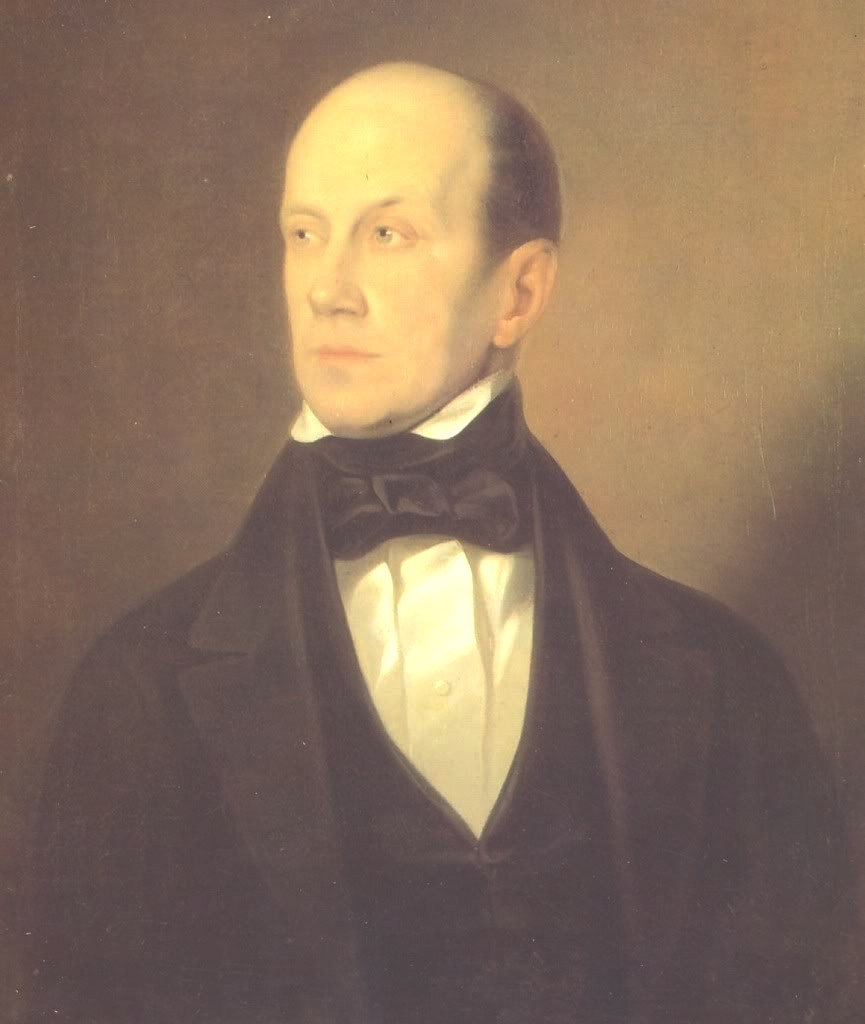
Pjotr Tsjaadajev (1794-1856)

#### Westerlingen
Tegenover deze slavofielen stonden de zogenaamde "westerlingen" of zapadniki: denkers, die in tegenstelling tot de vorige groep, van mening waren dat Rusland zich meer naar westers model moest inrichten en de deuren opengooien voor Europa. Ook waren de westerlingen over het algemeen minder met religie bezig, maar meer gericht op de westerse wetenschap en het socialisme. De namen die het vaakst met dat van westerling verbonden zijn zijn Pjotr Tsjaadajev (1794-1856), Vissarion Belinski (1811-1848) Nikolaj Stankevitsj (1813-1840) en Alexander Herzen (1812-1870).
Tsjaadajev kan als 'voorloper' van de westerlingen gelden. Hij verbleef van 1824 tot 1826 in het buitenland waar hij in contact kwam met de westerse cultuur en ontmoette bijvoorbeeld Schelling en Lamennais. Terug in Rusland, schreef hij van 1829 tot 1831 zijn Filosofische brieven, bestaande uit acht brieven die zogenaamd geadresseerd waren aan een vrouw die om intellectuele raad komt vragen. In deze brieven zette Tsjaadajev zijn opvatting over het goede spirituele leven uiteen en prees hij het westen en voornamelijk de Rooms-Katholieke Kerk. Hij was daarentegen sterk kritisch tegenover Rusland dat hij als een verloren kind beschouwde, zonder identiteit, noch westers noch oosters. Hoewel zijn eerste brief nog kon verschijnen in 1836, werd raakte de volgende niet door de censuur en werd Tsjaadajev door Nicolaas I van Rusland voor gek verklaard en kreeg hij huisarrest. Verder van belang is dat Tsjaadajev, sterk geïnspireerd door Kant, stelde dat de hedendaagse manier om tot kennis te komen, namelijk via het analyseren en interpreteren van de natuur, een resultaat was van de erfzonde: deze zondevolle rede moest onderscheiden worden van de ware, zuivere rede die de wereld direct en als eenheid begreep. Ook hij richtte zijn aandacht dus op de religie, hoewel eerder katholiek geïnspireerd, als oplossing.
De echte westerse beweging kwam er pas door de kring van intellectuelen die zich rond Nikolaj Stankevitsj schaarden. Denkers die hiertoe behoorden waren Aleksej Koltsov (1809-1842), Vissarion Belinski (1811-1848), Michail Lermontov (1814-1841), Vasili Botkin (1812-1869), Timofej Granovski (1813-1855), (vanaf 1835) Michail Bakoenin (1814-1876), Michail Katkov (1818-1887), Konstantin Kavelin (1818-1885) en de latere slavofiel Aksakov. Deze groep discussieerde rond filosofie, poëzie en muziek. Zo bestudeerde zij het werk van Schelling en later dat van Hegel, de poëzie van Goethe, Schiller, Hoffmann en Shakespeare en de muziek van Beethoven en Schubert. Stankevitsj heeft zelf weinig gepubliceerd, maar viel op door zijn intelligentie en vriendelijkheid die de groep bijeenhield. Zijn denken was sterk beïnvloed door Hegel en hij vatte de werkelijkheid dan ook op als een geheel dat steeds redelijker werd, hoewel hij niet van mening was dat dit een abstract dialectisch mechanisme was.

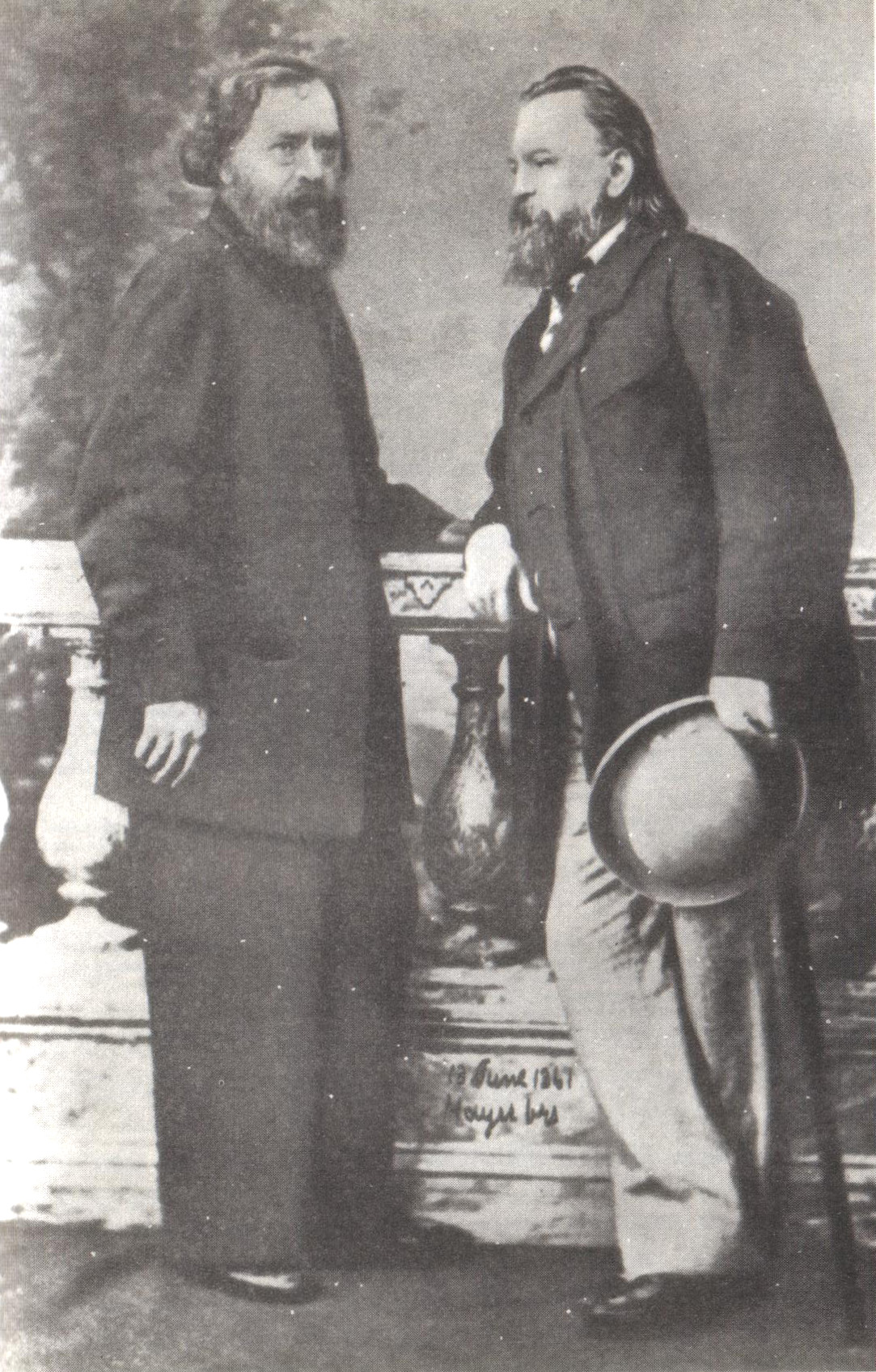
Nikolaj Ogarjov (links) en Alexander Herzen (rechts), 1861

Belinski was, door invloed van Stankevitsj en Bakoenin, in het begin van zijn carrière enthousiast over het Duits idealisme van Fichte, Schelling en Hegel. Belinski sprak zelf echter geen Duits, maar door hulp van zijn vrienden kon hij toch met het Duitse denken kennismaken. Later keerde hij zich echter van deze Duitse filosofie af omdat ze te weinig plaats openliet voor het individu. Zijn aandacht verschoof naar het Frans socialisme en met name het werk van Saint-Simon en Leroux. Ook Feuerbach, via een vertaling van Das Wesen des Christenthums (1841) door zijn vrienden, had een sterke invloed op Belinski.
De andere groep westerlingen centreerde zich rond Alexander Herzen en zijn vriend Nikolaj Ogarjov. Herzen zijn denken was sterk beïnvloed door het Duits idealisme en, net als de latere Belinski, door het Franse socialisme van Saint-Simon, maar ook van Proudhon. Samen met Ogarjov ageerde Herzen sterk tegen het Russisch politiek systeem en de lijfeigenschap. Herzen werd hiervoor in 1834 opgepakt en verbannen naar Siberië. Later, in 1847, emigreerde hij naar Frankrijk waar hij de tijdschriften Polarnaya Zvezda en Kolokol uitbracht. De invloed van Herzen was in de eerste plaats politiek. Strikt filosofisch heeft Herzen niet zoveel geschreven, hoewel hij wel Dilettantisme in de wetenschap (1843), Brieven over de studie van de natuur (1845) en Een brief aan mijn zoon (1867) heeft geschreven waarin Herzen zich voornamelijk fixeert op het Duits idealisme, dat hij 'wetenschap' noemt, en vrije wil. De natuur moest begrepen worden via "speculatieve ervaring" en bestond uit meer dan louter mechanische principes. Anderzijds vond hij het idealisme te ver gaan omdat deze in een passieve contemplatie van de werkelijkheid vervielen. Zelf plaatst hij daar een 'filosofie van het handelen' tegenover: in het menselijk handelen komt het materiële en het denken samen en zo wordt de echte werkelijkheid in het handelen kenbaar. Een brief aan mijn zoon schreef hij toen zijn zoon een lezing had gegeven waarin die argumenteerde dat al het menselijk en dierlijk handelen kon gereduceerd worden tot reflexen en dat vrije wil dus niet bestond.
In het grootste deel van carrière was Herzen kritisch ten opzichte van het slavofiele gedachtegoed. Na de revoluties van 1848 was hij echter gedeeltelijk teleurgesteld in het Westen waardoor hij meer toenadering zocht tot de slavofielen. Hij zag een eventueel heil voor het socialisme in het Russische gemeenschapsleven dat in het Westen geheel ontbrak. In zijn artikel Het panslavisme van Moskou en het Russisch europeanisme (1851) stelde hij het socialisme als brug tussen beide voor. Tegen het einde van zijn leven schreef hij ook het artikel Aan een oude vriend (1869), geadresseerd aan Bakoenin, waarin hij de revolutionaire methoden in vraag stelde en zijn hoop richtte op langzame sociale hervormingen.

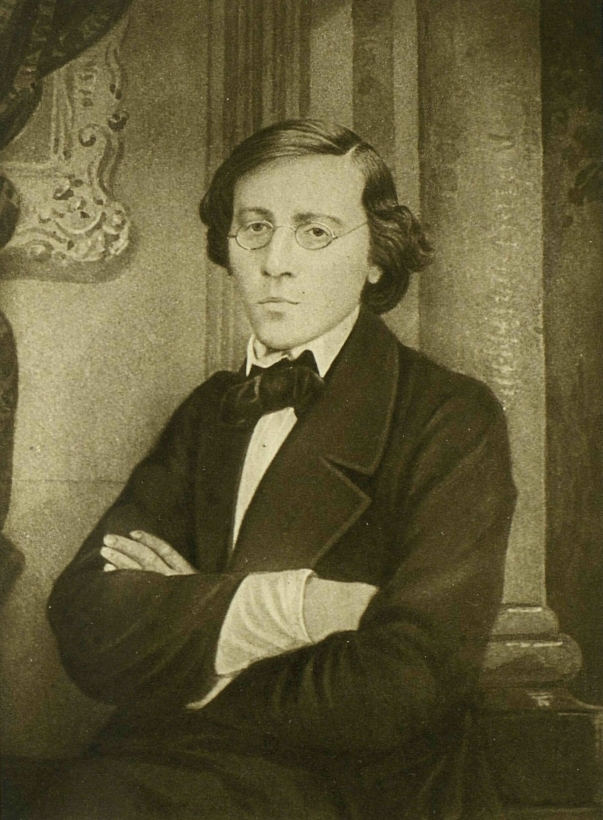
Nikolaj Tsjernysjevski (1828-1889)

#### Nihilisme, populisme, materialisme en positivisme
Een andere reeks denkers die in de 19e eeuw actief waren, waren de tegenstanders van het idealisme, namelijk de nihilisten en positivisten. De term 'nihilist' in zijn Russische context werd voor het eerst geïntroduceerd door Ivan Toergenjev (1818-1883) in zijn roman Vaders en zonen (1862) (Отцы и дети). Rusland zelf bevond zich in deze periode in een reactionaire politieke fase: alle filosofie, behalve neutrale zaken zoals Aristoteles, werden verboden. Een belangrijk tijdstip was het verlies van de Krimoorlog in 1856 onder Alexander II van Rusland wat zijn weerslag had in het moreel van het Russische volk. Het Russisch nihilisme was dan ook in de eerste plaats een politieke beweging: het ging om een reeks denkers die wantrouwig stonden tegenover al de heersende opvattingen en tradities. De rechtvaardiging voor dit scepticisme kwam naast het heersend politiek pessimisme, uit een groot vertrouwen in de wetenschap (positivisme) en een mensopvatting die de mens opvatte als een biologisch en chemisch wezen (materialisme). Het is verder ook verwant met het Russisch realisme. Het alternatief wat vele aanboden was het Russisch populisme, bijvoorbeeld binnen de narodniki, met het ideaal van de obsjtsjina (община) of dorpsgemeenschap. De ideale maatschappij bestond uit een egalitaire samenleving gebaseerd op het dorpse en volkse bestaan van de Russische plattelandsbewoners.
Dat er een nauwe band bestond tussen materialisme en politiek engagement blijkt al uit het feit dat er vele materialisten in de decembristenopstand van 1825 deelnamen. Een ander goed voorbeeld van deze link is de eerder vermelde anarchist Michail Bakoenin die in zijn latere denken, na een idealistische periode, een overtuigd materialist en atheïst werd. Ook moesten alle heersende tradities en de staat afgeschaft worden. Hetzelfde verhaal typeerde het leven van Nikolaj Tsjernysjevski (1828-1889) die tot 1848 gelovig en idealist was, maar zich daarna 'bekeerde' tot een atheïsme, materialisme en socialisme (via het werk van Feuerbach). Het vele lijden in de wereld was voor hem het bewijs dat er geen god was. In Over de esthetische relatie tussen kunst en werkelijkheid (1855) uitte hij kritiek op de Hegeliaanse esthetica: kunst dient volgens Tsjernysjevski enkel om ervaringen, feitelijke of morele, te democratiseren en voor het gehele volk beschikbaar te maken. Hiermee liep hij al vooruit op het socialistisch realisme. In zijn boek Что делать? ('Wat te doen?') (1863) zette hij een rationeel egoïsme en een vorm van utilitarisme uiteen. Verdere materialisten zijn Dimitri Pisarev (1840-1868) en de psycholoog Ivan Sechenov (1829-1905). Dit denken had ook zijn invloed op Ivan Pavlov (1849-1936) en Vladimir Bechterev (1857-1927). Een meer politiek geïnspireerd denker uit deze tijd was Nikolaj Dobroljoebov (1836-1861).

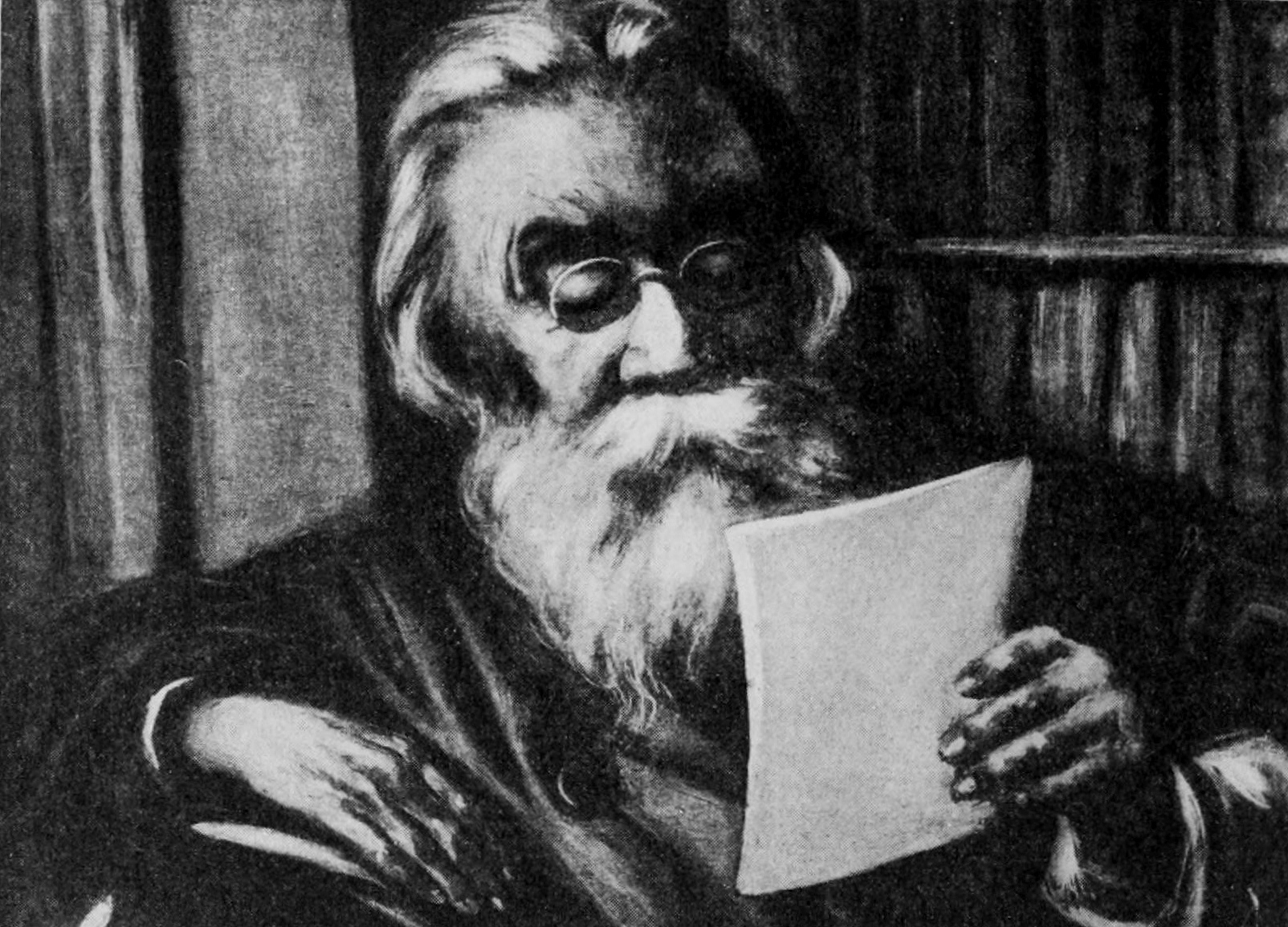
Pjotr Lavrov (1823-1900)

Het positivisme beriep zich vooral op het werk van Comte, Mill en Spencer. De bekendste Russische positivist was wellicht Pjotr Lavrov (1823-1900). Net als vele materialisten was hij ook verbonden met revolutionaire groeperingen in Rusland en kwam regelmatig in conflict met de staat. Hij kan getypeerd worden als populist en zag dus heil in de unieke vorm van samenleven in Rusland, namelijk dat van obsjtsjina. De beweging van het populisme kende wellicht haar hoogtepunt rond 1874, toen er een ware "bedevaart naar het volk" werd georganiseerd. Intellectuele gingen naar het platteland en trachtten van het volk te leren en ze tevens te onderwijzen om de kloof tussen volk en intelligentsia te overbruggen. Deze uitwisseling bleek onsuccesvol. Andere populisten waren Aleksandr Michailov (1905-1988) en Mark Natanson (1850-1919). Ook waren er banden met Pjotr Kropotkin (1842-1921) en Lev Tichomirov (1852-1923).
Een groot deel van het werk van Lavrov richt zich op daarnaast op epistemologische en wetenschapsfilosofische vraagstukken. Zo stelde Lavrov dat enkel de ervaring het object kan zijn van wetenschappelijk onderzoek, en profileerde hij zich dus als een empirist. De taak van de filosofie hierbij is alle wetenschappelijke kennis te verenigen in één systeem. Zijn eigen filosofie noemde hij "antropologisme" omdat bij hem de mens centraal stond: in navolging van het utilitarisme van Mill plaatste hij de menselijke drang naar genot en afkeer voor pijn centraal. Daarnaast was Lavrov ook overtuigd van het determinisme, maar ontkende de vrije wil niet geheel: de vrije wil was een conceptuele noodzaak, om het menselijk samenleven mogelijk te maken, maar in feite was het een illusie. Andere positivisten waren Grigori Vyroebov (1845 - 1913), Eugène de Roberty (1843 - 1915), Nikolaj Michailovski (1842-1910), Konstantin Kavelin (1818-1885), Matvej Troitski (1835-1899), Nikolaj Karejev (1850-1931) en Nikolaj Korkoenov (1853-1904).

#### Idealisme en christelijke filosofie
In de tweede helft van de 19e eeuw helde het filosofisch denken in Rusland weer over naar de kant van het idealisme. Pamfil Joerkevitsj (1827-1874) zette een sterk op het platonisme geïnspireerde filosofie uiteen en stelde dat zijn en denken identiek zijn. Hij zocht dan ook naar de platoonse Ideeën achter de empirische werkelijkheid. Dit combineerde hij met christelijke ideeën: zo kon men enkel God kennen via de liefde. Ook Viktor Koedrjavtsev (1828-1892) zijn denken was sterk geïnspireerd op Plato en het idealisme, zo ver zelfs dat hij later 'Platonov' aan zijn naam liet toevoegen. In zijn werk wilde hij wel de kloof tussen het materialisme en idealisme opheffen door beroep te doen op een derde principe: God.

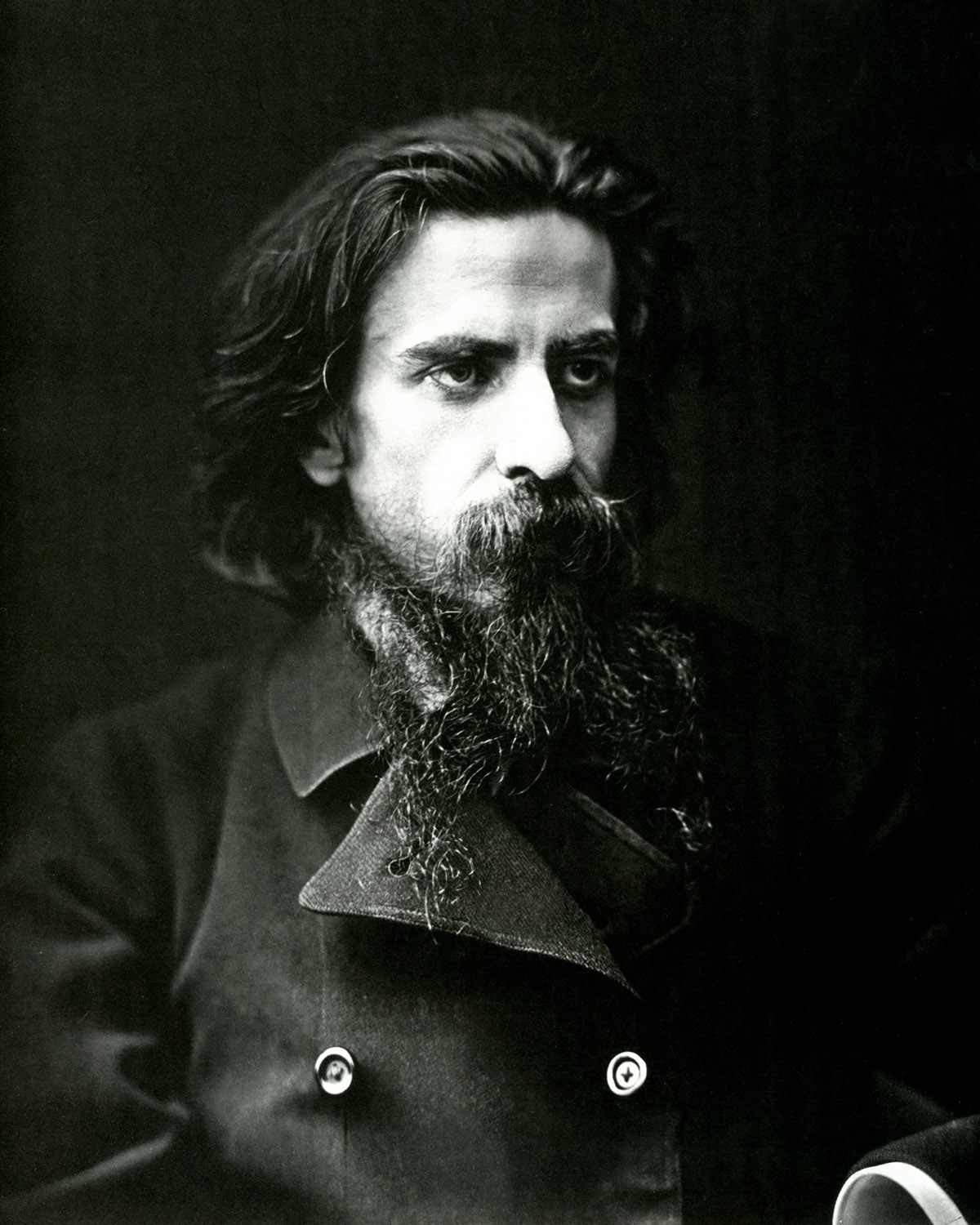
Vladimir Solovjov (1853-1900)

De belangrijkste idealistische filosoof is echter Vladimir Solovjov (1853-1900). Solovjov kwam uit een sterk religieus gezin en had al vroeg tal van religieuze ervaringen en visioenen die hem onder andere naar Londen en Egypte brachten. In zijn jeugd beleefde Solovjov wel een korte atheïstische en materialistische fase, maar hij kwam al snel terug tot zijn geloof. Zijn denken kan in drie periodes opgesplitst worden. In de vroege periode zette hij zich sterk af tegen positivistische en materialistische tendensen in de filosofie en zocht naar meer spiritualistische alternatieven. Dit is bijvoorbeeld duidelijk in De crisis van de westerse filosofie: tegen de positivisten (1874). De tweede periode wordt gekenmerkt door de zoektocht naar een nieuw totaalbeeld dat alle vormen van kennen in zich synthetiseerde. Op religieus vlak zag hij heil in een 'universele Kerk' dat hij vooral verbond met het rooms-katholicisme, dat hij wilde vereenzelvigen met het oosters-orthodox geloof. Andere Russische denkers zagen dit als een bekering tot het katholicisme, hoewel hij dat zelf ontkende. Typerende werken zijn De geschiedenis en de toekomst van de theocratie (1887) en het in het Frans verschenen La Russie et l'Eglise Universelle (1889). Bekende werken uit de laatste periode zijn De zin van de liefde (1892) en De rechtvaardiging van het goede (1895), waarin hij zijn ethiek uiteenzette.
Het empirisme, dat stelde dat kennis slechts bestaat uit zintuiglijke indrukken, was voor Solovjov onbevredigend omdat deze de vele verbanden en relaties tussen verschillende indrukken niet kan uitleggen. Hiervoor was een beroep op het menselijke denken nodig. Dit wil echter niet zeggen dat Solovjov een rationalist was. Solovjov volgde Kant in de stelling dat de rede het formele karakter - de vorm - van de kennis bepaald, terwijl de waarneming de inhoud van de kennis uitmaakte. Kants filosofie is niettemin onvoldoende omdat een derde principe nodig is om de samenhang tussen rede en waarneming te verklaren, maar Kant heeft nergens plaats voor zo'n principe. Om ultieme waarheid te bereiken, het Absolute, is een derde vorm van kennis, die beide vorige vormen overstegen, nodig: de intellectuele intuïtie of de mystieke kennis. Deze derde vorm van kennis, die Solovjov in zijn metafysica en kennistheorie probeerde op te sporen, was in staat om een directe, onmiddellijke kennis te geven van de werkelijkheid. Hier is het dan weer belangrijk op te merken dat dit niet inhield dat men empirische of rationele kennis moest verwerpen. In tegenstelling moest men tot een synthese komen van zowel empirische, rationele en mystieke kennis. Deze universele synthese van wetenschap, filosofie en religie verenigde, volgens Solovjov, de westerse logica met de oosterse spiritualiteit.
Deze vereniging van alle vormen van kennis wordt gerepresenteerd door het ideaal van de 'God-mens', dat Solovjov verbond met Jezus Christus. Heel de geschiedenis, zowel de natuurlijke als de menselijke, streeft volgens Solovjov naar de eenheid van de wereld en de hoogste perfectie, en kent dus een teleologie. Solovjov zette zo dus een vorm van evolutionisme in zijn werk uiteen dat bestaat uit vijf stadia: het minerale rijk, het vegetatieve rijk, het dierenrijk, het mensenrijk en uiteindelijk het rijks Gods. Het gaat respectievelijk om de categorieën van bestaan, het leven, de waarneming en de beweging, de rationaliteit en de absolute liefde. Om tot de ultieme perfectie te komen moet men opstijgen naar het niveau van Gods liefde, maar al de andere categorieën zijn noodzakelijke stappen om tot dit hoogste niveau te komen. Het lagere niveau gaat dan ook nooit verloren, maar verheft zich tot een hoger niveau bij het volgende stadium. Belangrijk is dat volgens Solovjov het hogere nooit volledig voortkomt uit het lagere, maar zelf altijd een eigen, unieke en nieuwe vorm van schepping is.
Solovjov paste dit ook toe in zijn politieke filosofie. Hij beschouwde de mensheid als een organisch geheel waarbij het individu als inherent sociaal wordt beschouwd. De samenleving moet ook door een christelijk denken geïnspireerd worden met als ideaal de christelijke theocratie die in internationale relaties de belangrijkste christelijke principes eerbiedigt: "hou van de andere naties zoals van die van jou." Solovjov zag Rusland als geschikte kandidaat om deze vrije theocratie te realiseren.
Voortbouwend op dit denken van Solovjov kwam er een hele reeks orthodoxe theologen op die dit religieuze denken verder uitbouwden, met onder anderen Nikolaj Fjodorov (1828-1903), Vasili Rozanov (1856-1919), Sergej Boelgakov (1871-1944), Georgi Florovski (1893-1979), Michail Pomazanski (1888-1988), Alexander Schmemann (1921-1983), John Meyendorff (1926-1992) en Vladimir Losski (1903-1958).

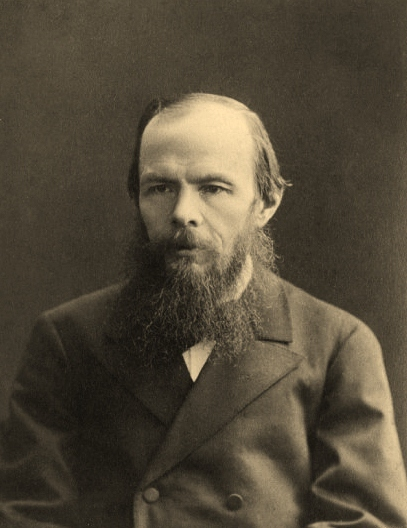
Fjodor Dostojevski (1821-1881)

##### Dostojevski en Tolstoj
Hoewel zij niet in de eerste plaats als filosofen worden gezien, maar eerder als schrijvers, hebben zowel Fjodor Dostojevski (1821-1881) als Lev Tolstoj (1828-1910) een grote rol gespeeld in de Russische filosofie. Beiden ontwikkelden een sterk door het christelijk geloof geïnspireerd gedachtegoed dat voor vele latere filosofen als inspiratiebron kon dienen.
Dostojevski heeft geen echte filosofische werken geschreven. Zijn oeuvre bevat voornamelijk romans zoals Aantekeningen uit het ondergrondse (1864) en De gebroeders Karamazov (1880). Zijn werk is sterk gekleurd door persoonlijke ervaringen: in zijn jongen jaren was hij verzeild geraakt in politiek actieve kringen, waarvoor hij later bijna geëxecuteerd werd. In plaats van een executie werd hij naar een strafkamp gestuurd waar hij zowel in contact kwam met de Bijbel als met het Russische volk van het platteland. Omdat zijn werk dus enkel bestaat uit romans is het vaak moeilijk zijn denken te interpreteren. Toch kan men stellen dat enkele thema's regelmatig terugkomen in zijn werk.
Een eerste thema dat centraal staat in zijn romans is het 'vraagstuk van de mens'. Het gaat dus om een onderzoek naar het eigene van de mens en hoe de mens altijd in zekere zin gedoemd is tot falen en buiten het systeem te vallen. Er zit een gespletenheid in de mens die hem in staat maakt te kiezen voor het radicale kwaad. De redding van de mens ligt in de religieuze dimensie, namelijk in de genade van God. De eerder genoemde gespletenheid maakt echter ongeloof ook tot een reële, maar volgens Dostojevski, foute keuze.
Een tweede thema is het 'vraagstuk van de wetenschap': Dostojevski, zelf ingenieur van opleiding, vond dat de wetenschap wel haar waarde heeft, maar tegelijkertijd ook onvoldoende is. Hij ageerde dan ook sterk tegen het positivisme, zoals dat terug te vinden was bij Tsjernysjevski. Ook diens utilitarisme bestreed Dostjojevski hevig. Nogmaals mist de wetenschap de noodzakelijke religieuze dimensie, zonder dewelke de menselijke redding onmogelijk is.
Het laatste, en wellicht meest bekende onderwerp in zijn werk was dat van de vrijheid. Dostojevski plaatste vrijheid tegenover systeem. Het voornaamste verschil is dat vrijheid net om het eenmalige en het nieuwe gaat, terwijl systeem net gericht is op herhaling en beperking. Hoewel systemen oorspronkelijk wel ontstonden voor een goed doel, dreigen zij altijd af te stevenen op een beknotting van de scheppers ervan. Dit biedt bijvoorbeeld een mogelijke interpretatie voor de legende van de grootinquisiteur uit De gebroeders Karamazov (1880). Deze legende kan gelezen worden als een waarschuwing hoe het geloof, in de vorm van een geïnstitutionaliseerde religie, de oorspronkelijke boodschap van verlossing en vrijheid kan tenietdoen. Dit komt doordat een geïnstitutionaliseerd geloof de pretentie kan ontwikkelen het volledige antwoord op alle vragen te hebben en daardoor geen externe verlossing meer nodig lijkt te hebben.

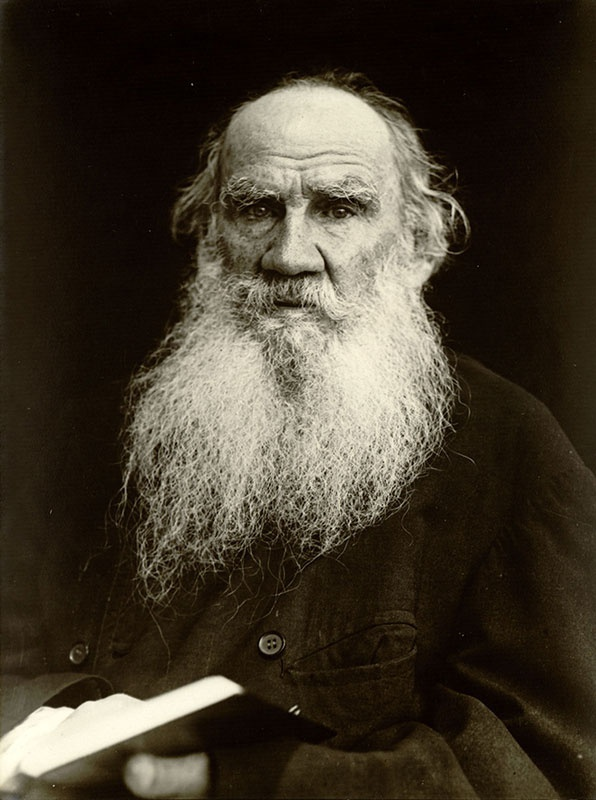
Lev Tolstoj (1828-1910)

In tegenstelling tot Dostojevski heeft Tolstoj, naast romans als Oorlog en vrede (1865), wel filosofische werken geschreven. Voorbeelden zijn Wat ik geloof (1884), Wat is kunst? (1897) en De wet van liefde en de wet van geweld (dat postuum in 1940 werd uitgegeven). Verder is ook duidelijk de invloed van filosofen zoals Rousseau en Schopenhauer voelbaar.
Net als Schopenhauer die een onderscheid maakt tussen de fenomenale wereld en de 'wereld als wil' die achter deze wereld schuilgaat, maakt Tolstoj ook een onderscheid tussen de individuele en universele wereld. De individuele rede is steeds onderworpen aan de fenomenale wereld, en komt dus nooit tot echt begrip, terwijl de universele rede deze fenomenale wereld overstijgt en tot de echte werkelijkheid doordringt. De ware religie is volgens Tolstoj een veruitwendiging van deze universele rede. Het goede leven bestaat dan ook uit een ascetisch bestaan dat afziet van de fenomenale elementen in de wereld.
De fenomenale manifestatie van de religie, in de vorm van de Bijbel en de hiërarchische structuur van de Kerk, moeten dan ook met argwaan bekeken worden. Wat er van de religie bij Tolstoj overblijft, is dan ook de ethische boodschap. Christelijke dogma's zoals de drie-eenheid moeten verworpen worden omdat ze irrationeel zijn; een uitgezuiverde versie van de Bijbel zet Tolstoj uiteen in zijn Mijn kleine evangelie (1896). In plaats van het orthodoxe christendom komt een syncretisme van bestaande religies zoals het christendom, boeddhisme en hindoeïsme. Hoewel God niet volledig gebannen is uit Tolstojs religieopvatting, speelt hij geen centrale rol meer. Wel zit er volgens Tolstoj in elke mens een deeltje van God dat groeit of krimpt naargelang het ethische levenspad van de persoon in kwestie. Het is dit deeltje dat instaat voor de onsterfelijkheid van elk 'individu'.

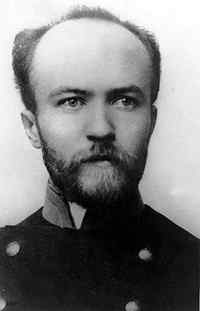
Nikolai Losski (1870-1965)

#### Intuïtivisme
Ook voortvloeiend uit dit religieuze denken is de Russische stroming van het intuïtivisme. De grondlegger van deze stroming was Nikolaj Losski (1870-1965). Deze kennistheorie houdt de doctrine in dat een cognitief object, zoals een waarneming van een voorwerp, in het kennende subject, de mens, direct binnendringt en dus gekend wordt zoals het los van het bewustzijn staat. Zintuiglijke indrukken zijn volgens het intuïtivisme dan ook 'transsubjectief', ze bestaan dus los van de mens. Deze visie komt sterk overeen met die van Henri Bergson die de intuïtie ook centraal plaatste. Een verschil is wel dat Russische denkers zoals Losski de wereld in zijn geheel desondanks wel rationeel vinden. De mens wordt hier gezien als een boventijdelijk wezen, gelijkend op Leibniz' monade. Andere intuitivisten zijn Vladimir Kozjevnikov (1850-1917), Lev Lopatin (1855-1920), Semjon Frank (1877-1950), Dmitri Boldyrev (1885-1920) en Aleksej Losev (1893-1988).

### 20e-eeuwse Russische filosofie
De Russische filosofie moest in de 19e eeuw opboksen tegen een sterke onderdrukking van bovenaf. Zo werd alle filosofie van 1848 tot 1863 aan de universiteit verboden. Enkel logica en psychologie was nog toegelaten, op voorwaarde dat het door theologen werd gegeven. Pas door toedoen van de hervormingen van Alexander II van Rusland na 1860 kwam er terug meer openheid voor de filosofie. Toch was er van 1884 tot 1889 nog een korte periode waarin filosofie verboden werd. Door deze nieuwe vrijheid verhief de Russische filosofie zich tot een niveau die met de westerse filosofie kon concurreren. Voorbeelden van filosofen die hierdoor actief werden Boris Tsjitsjerin (1828-1904), Nikolaj Debolski (1842-1918), Pavel Bakoenin (1820-1900) (de broer van Michail Bakoenin), Vasili Tsinger (1836-1907), Michail Karinski (1840-1917), Nikolaj Grot (1852-1899) en Sergej Troebetskoj (1863-1905). Deze filosofen hielden zich voornamelijk met epistemologie, logica en metafysica bezig. Rond deze tijd waren er ook enkele Russische neokantianen actief, waaronder Ivanovitsj Vvedenski (1856-1925), Ivan Lapsjin (1870-1952), en werd de fenomenologie in Rusland binnengebracht door denkers als Gustav Speth.
Rond de eeuwwisseling werden er ook in Sint-Petersburg en Moskou religieuze en filosofische kringen opgericht. In Sint-Petersburg werd deze bijvoorbeeld geleid door de latere patriarch Sergius I van Moskou (1893-1898). In de literatuur kwam rond deze tijd dan weer het Russisch symbolisme op met onder anderen Valeri Brjoesov (1873-1924), Aleksandr Blok (1880-1921), Andrej Bely (1880-1934), Vjatsjeslav Ivanov (1866-1949), Innokenti Annenski (1855-1909) en Fjodor Sologoeb (1863-1927).
Na de nederlaag in de Russisch-Japanse Oorlog in 1905 kwam er een revolutionaire tendens tegen de autoriteiten op in de Russische filosofie, bijvoorbeeld in de Narodniki, wat leidde tot politieke onrust en terroristische groeperingen enerzijds en repressie anderzijds.

#### Kosmisme
Het kosmisme gaat terug op het werk van Nikolaj Fjodorov (1828-1906) en bestaat in feite uit een mengeling van wetenschap, religie en mystiek. Fjodorov geloofde dat de verrijzenis van de mens na de dood een noodzakelijkheid was, maar een die moest verwezenlijkt worden door de wetenschap. De wetenschap is volgens deze visie een geschenk van God om dit te verwezenlijken. De wederkomst van Jezus werd door Fjodorov geïnterpreteerd als het vrijkomen van een enorm potentieel van 'spirituele krachten' die ingezet konden worden om alle doden te doen herrijzen. De enige andere vereiste was dat men de materie van de doden terug bij elkaar moest brengen, want die was slechts uit elkaar gevallen, maar niet vernietigd. De tweede grote naam in het Russisch kosmisme is de raketpionier Konstantin Tsiolkovski (1857-1935). Volgens Tsiolkovski, net als bij Fjodorov, was het de bestemming van de mens om via de wetenschap het heelal te koloniseren.
Andere denkers waarop dit kosmisme doorwerkte waren Vladimir Vernadski (1863-1945), die een soort teleologie in de kosmos zag, en Aleksandr Tsjizjevski (1897-1964). De stroming heeft over het algemeen veel overeenkomsten met het (westerse) transhumanisme.

#### Existentialisme en personalisme
In de eerste helft van de 20e eeuw oefende de Russische filosofie een zekere invloed op het Westen uit in de vorm van het existentialisme en personalisme. Dit kwam vooral door toedoen van Russische emigranten die naar het Westen trokken na de Russische Revolutie. Een ander voorbeeld, dat hier verder niet besproken zal worden, is Ayn Rand (1905-1982), grondlegster van het objectivisme, die in de jaren 20 emigreerde naar de Verenigde Staten.
De Russische personalisten waren voornamelijk nog op het einde van de 19e eeuw en in Rusland zelf actief. De personalist Aleksej Kozlov (1841-1901) noemde zijn filosofie ook wel "panpsychisme" omdat hij de menselijke ziel centraal plaatste, terwijl materiële zaken, zoals lichamen, enkel als voorstelling bestaan door toedoen van onderlinge interacties tussen verschillende zielen. Na de dood stopt deze interactie, maar dit is volgens Kozlov niet het einde: de 'dode' ziel stijgt op naar een ander niveau waar hij nieuwe zielen tegenkomt en zo weer reïncarneert. Gelijkaardige ideeën zijn terug te vinden bij Lev Lopatin (1855-1920). Hij stelde bijvoorbeeld dat zonder de menselijke ziel, die boven de tijd staat, er geen uniforme wereld, maar enkel opeenvolgende vluchtige en onsamenhangende werelden zouden zijn. Ook bijvoorbeeld de mogelijkheid om twee voorwerpen te vergelijken vereist volgens Lopatin dat de ziel buiten de tijd staat. Bij beide denkers is de invloed van Leibniz, en zijn idee van de monade, voelbaar.
Betreffende het existentialisme is de meest invloedrijke denker, naast Dostojevski, wellicht Nikolaj Berdjajev (1874-1948). Hij werd in Kiev geboren en kreeg al vroeg problemen met het Russisch regime. Berdjajev was in het begin van zijn filosofisch carrière vooral geïnteresseerd in het marxisme en neokantianisme. Later verschoof zijn aandacht meer naar Solovjov en de christelijke filosofie. Hij richtte in 1903 samen met Sergej Boelgakov het tijdschrift Вопросы жизни (Problemen van het leven) op. In 1922 werden echter een hele reeks intellectuelen - de zogenaamde "witte emigranten" - waaronder Berdjajev en Boelgakov, maar ook Lapsjin, Nikolai Losski (1870-1965), Semjon Frank (1877-1950), Lev Karsavin (1882-1952) en Ivan Iljin (1883-1954) uit Rusland verbannen.
Centraal in het denken van Berdjajev staat het concept van 'vrijheid'. De grote tegenstelling in de filosofie is voor Berdjajev dat tussen geest en natuur en niet tussen het psychische en het fysische. Geest staat hier voor subject, leven, vrijheid, vuur en creativiteit; natuur is hier object, ding, noodzakelijkheid, bepaaldheid, passieve onderworpenheid. Kennis van de geest wordt volgens Berdjajev op een totaal andere wijze gewonnen, namelijk niet door de rede of logisch denken, maar door geleefde ervaring. Studies van het psychologische via wetenschappelijke experimenten en objectieve studies verwerpt hij als naturalistisch. De ultieme representatie van de geest is God, maar men vindt het ook terug in de mens.
Er zijn volgens Berdjajev drie vormen van vrijheid: (I) primaire irrationele vrijheid (willekeur), (II) rationele vrijheid (het volgen van de morele plicht) en (III) de vrijheid van Gods liefde. De irrationele vrijheid komt voort uit het 'niets' vanwaaruit God de wereld heeft geschapen. Het 'niets' vanwaaruit God de wereld heeft geschapen is volgens Berdjajev immers niets leeg, maar een primair en onbepaald principe dat aan God voorafgaat. Dit idee haalde Berdjajev van Böhme die dit de Ungrund noemde. Ook verwijst Berdjajev naar het 'goddelijke niets' in de negatieve theologie van Dionysius de Areopagiet en Meester Eckhart zijn onderscheid tussen Gottheit en Gott. Een belangrijk gevolg hiervan is dat God niet de volledige controle heeft over alle vrijheid. Deze primaire vrijheid die aan Gods controle ontsnapt is ook de mogelijkheidsvoorwaarde voor goed en kwaad. Verder staat het begrip van 'persoon' centraal in de filosofie van Berdjajev. Persoonlijkheid is voor Berdjajev een creatief handelen. Andere Russische vertegenwoordigers van het existentialisme zijn Andrej Platonov (1899-1951) en Lev Sjestov (1866-1938).

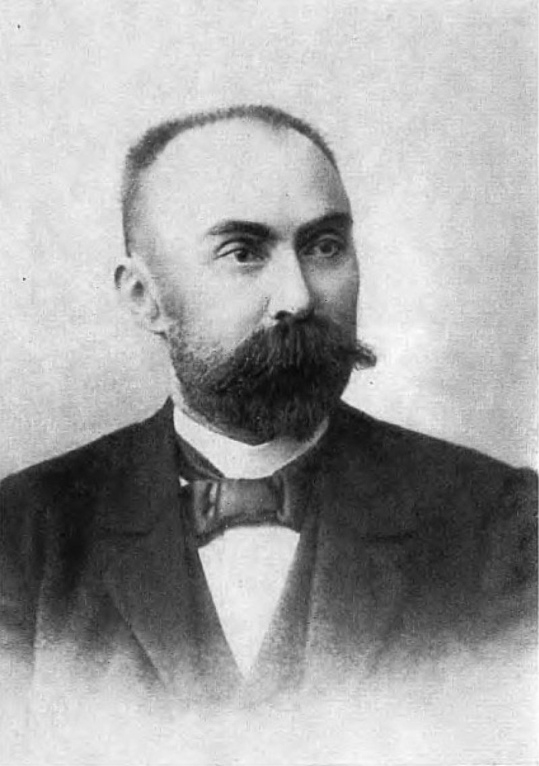
Georgi Plechanov (1856-1918)

#### Russisch marxisme
In de 20e eeuw doet een nieuwe filosofische stroming zijn intrede in Rusland, namelijk het marxisme, dat overvloog van Duitse denkers zoals Karl Marx en Friedrich Engels. Het socialistisch denken was echter wel al eerder aanwezig in de Russische filosofie, zoals bij Herzen of Lavrov. Dit mondde uit in de typisch Russische stroming van het populisme: de rechtvaardige socialistische maatschappij bestond uit het (terugkeer naar de) Russische platteland. Met de intrede van het marxisme zal er op zijn beurt dan ook weer een eigen Russische variant ontstaan: het Russche communisme.
De rol van 'vader van het Russisch communisme' wordt traditioneel toegeschreven aan Georgi Plechanov (1856-1918). Plechanov was oorspronkelijk populist, maar 'bekeerde zich' tot het marxisme. Zijn voornaamste werken waren De ontwikkeling van de monistische visie op de geschiedenis (1895) en Fundamentele vraagstukken van het marxisme (1908). In zijn kennistheorie volgt hij Marx in zijn stelling dat de materie boven de geest staat: de fundamentele economische en materiële toestand bepaalt het denken. De materie is volgens Plechanov gelijk aan het Ding an sich. Kennis van deze materie is mogelijk volgens Plechanovs 'hiërogliefenleer': de relatie tussen bewustzijn en werkelijkheid is zoals het ontcijferen van een onbekende taal, maar achter de op het eerste gezicht onbekende tekens zit een corresponderende werkelijkheid. Dat deze correspondentie bestaat, wordt volgens Plechanov bewezen aan de hand van het feit dat we het anders onmogelijk zouden kunnen overleven hebben in deze wereld. Het moet wel juist zijn, anders was de mens allang uitgestorven.
Een ethiek vindt men niet echt terug in het werk van Plechanov, omdat die volgens hem klassebepaald is. Er zijn immers wetmatigheden in de geschiedenis, die het individu overstijgen, en waartegen men zich wel tijdelijk kan verzetten, maar uiteindelijk moeten toezeggen. Er is in die zin wel een speelruimte voor politieke leiders, maar enkel in de zin dat zij het dialectisch proces kunnen versnellen of vertragen.
Een ander vroeg Russisch marxist was Aleksandr Bogdanov (1873-1928), grondlegger van het empiriomonisme. Sterk geïnspireerd op Mach en Avenarius stelde hij het onderscheid tussen Ding an sich en ervaring in vraag. Er bestaan volgens Bogdanov enkel individuele ervaringen zoals kleuren, tonen, druk, smaken, ... en het Ding an sich is gelijk aan een sociaal georganiseerd ervaring. Neokantianisme is voor Bogdanov een doodzonde. Er zijn enkel de collectief georganiseerde ervaringen, en dat is ook wat Marx bedoelde met de stelling dat de materie voorafgaat aan het bewustzijn. Betreffende de waarheid van deze collectieve ervaringen verdedigde hij een coherentietheorie: waar zijn die ervaringen die het meest coherent samenhangt. Het is dus in principe steeds mogelijk dat er in de toekomst een nieuwe, nog meer coherente theorie wordt bedacht. Hij was daarnaast ook de vader van de tektologie en proletkoelt.
Wellicht de bekendste Russische communistische denker is Vladimir Lenin (1870-1924). In zijn denken is hij voorstander van de benadering van Plechanov, hoewel hij het niet volledig eens is met Plechanov, en bestreed daarentegen fel de leer van Bogdanov. Bogdanov verviel volgens hem in een idealisme en mechanisme. Plechanov daarentegen was essentieel om het communisme te begrijpen, aldus Lenin. In werken zoals De taken van de sociaaldemocraten (1898), Ontwerp van een programma van onze partij (1899) en Wat te doen? Brandende kwesties van onze beweging (1902) zet hij een vorm van het 'voluntarisme' uiteen: de juiste wil en het goede doorzettingsvermogen zijn cruciaal voor de marxistische revolutie; men kan niet slechts uitgaan van een historische noodzakelijkheid. Hij benadrukt ook de centrale rol die weggelegd is voor de communistische partij: zij moet net het volk leiden.
Lenin zijn denken werd toonaangevend na de Russische Revolutie: het communisme transformeerde in een marxisme-leninisme en zowel het historisch materialisme als het dialectisch materialisme werden toonaangevend in het Russische denken. Een ander belangrijk denker is Lev Trotski, die een eigen versie van het marxisme uitwerkte, namelijk het trotskisme.

#### Sovjetfilosofie
Hoewel de term sovjetfilosofie doet uitschijnen dat er een volledig zelfstandig filosofisch denken in de Sovjet-Unie bestond, moet dit toch met een korreltje zout genomen worden. Zoals al reeds vermeld was het vooral het marxisme-leninisme en later het stalinisme toonaangevend. De filosofie was dan ook grotendeels onderworpen aan de politieke machten en binnen de Sovjet-Unie kan men dan ook niet spreken van eigen unieke filosofische stromingen. De kenmerken van de sovjetfilosofie kunnen dan ook samengevat worden onder de drie termen: partijdigheid, wetenschappelijkheid en systematiciteit. De sovjetfilosoof was altijd onder controle van de partij, volgde het dialectisch materialisme en sprak over de grote (historische) wetten van de wereld, maatschappij aan het denken.
Echter, het bestaan van filosofie überhaupt was in de Sovjet-Unie vanaf het begin niet verzekerd. Zo ontstond er, door toedoen van het artikel Filosofie overboord! (1922) van Sergej Minin (1882-1962), een hele controverse of filosofie nog wel enig nut had binnen de Russische staat. De echte wetenschap, het marxisme-leninisme, was immers reeds gevonden. In 1923 werd dit debat beslecht, door inmenging van de partij, in voordeel van de filosofie.
Het dialectisch materialisme was echter ook niet vanaf het begin de regel. Dat gebeurde pas na een korte periode van relatieve vrijheid (van 1917-1921). Daarna werden alle niet-marxistische filosofen verbannen of vermoord. Toch lag de definitieve vorm van dit materialisme ook na deze periode nog niet vast. De vertaling van Engels' De dialectiek van de natuur in 1925 zorgde ervoor dat het filosofisch landschap in de Sovjet-Unie werd verdeeld in enerzijds 'dialectici' of 'deborinisten' (naar Abram Deborin (1881-1963)) en anderzijds 'mechanisten'. De Russische marxisten waren materialisten en stelden dat men 'materie' niet kan beschrijven omdat er niets anders bestaat, en dus met niets anders te vergelijken valt. men moet dus gewoon aannemen dat materie het enige is wat bestaat. Het verschil is echter dat dialectici stellen dat materie via veranderingen ook kwalitatief kan veranderen, terwijl mechanisten enkel verandering van plaats (waar de materie zich bevindt) toelaten. Breder hing deze tegenstelling samen met het al dan niet centraal plaatsen van de natuurwetenschappen en het afdanken van de filosofie (net als bij Minin). De mechanisten waren sterk sciëntistisch georiënteerd en dachten dat de natuurwetenschappen alle problemen zouden oplossen en dat het dialectisch materialisme gewoon gelijk was aan de wetenschappelijke methode, terwijl de dialectici aan de filosofie een eigen positie toekenden. Deze controverse duurde tot 15 januari 1931 toen de communistische partij ingreep en het debat beslechtte in het voordeel van de dialectici.

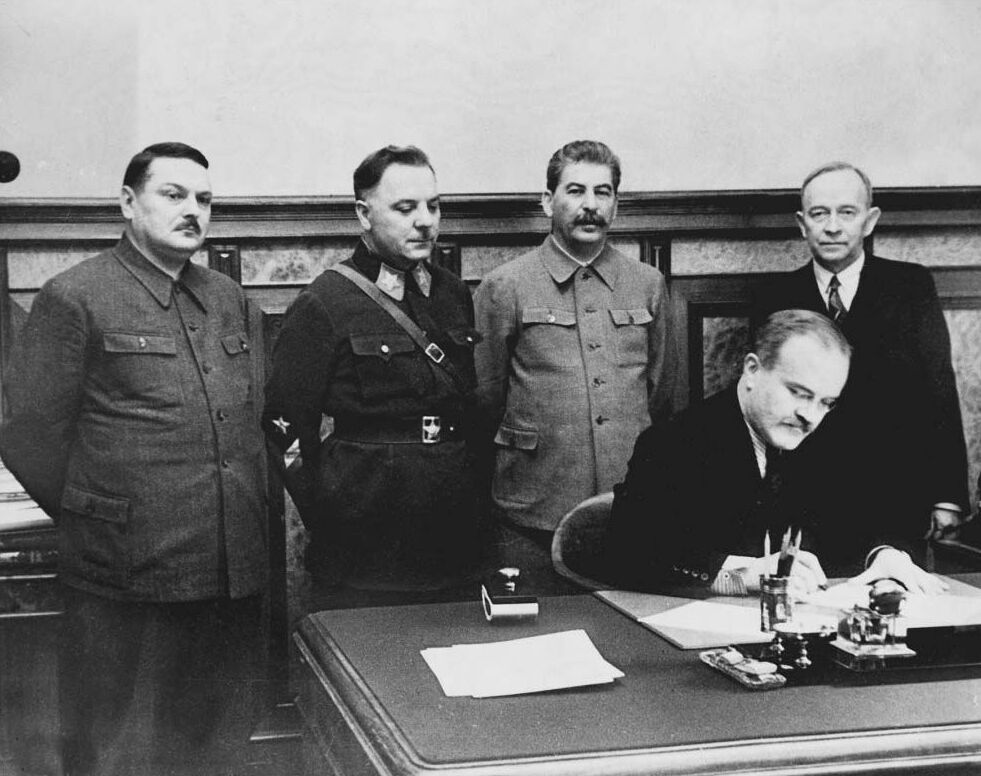
Andrej Zjdanov links, tijdens het tekenen van de Terijoki-akkoorden. Naast hem Kliment Vorosjilov, Jozef Stalin, de Finse president Otto Kuusinen, tekenend Vjatsjeslav Molotov

Tijdens de jaren 30 en 40 van de 20e eeuw was er nauwelijks enige filosofische activiteit in de Sovjet-Unie, door toedoen van de harde terreur van Jozef Stalin (1878-1953) en het verheffen van het stalinisme tot de officiële leer. Het enige noemswaardige is het werk van Stalin zelf, die enkele werken over taalfilosofie geschreven had. Hierin gaf hij het marxisme een nationalistische draai en het klassieke schema van klassentegenstellingen vervangt door een van nationale eenheid gebaseerd op de taal.
Een vierde periode brak aan op 24 juni 1947, toen de politicus Andrej Zjdanov (1896-1948) onder het toeziend oog van de communistische partij de zjdanovdoctrine uitwerkte en deze ook toepaste op de filosofie. Filosofie vervalt in deze periode in een compromisloze polemiek tegen de westerse "bourgeoisie". Binnen de academische sfeer komt er ook een sterk intern wantrouwen naar voren: er komt een jacht op gang naar alle filosofen die ook maar iets afwijken van het officieel geaccepteerde stalinisme. In deze periode is het geen uitzondering dat filosofen elkaar verrieden bij de hogere instanties uit jaloezie, angst of vanuit politieke motieven.
Vanaf de dood van Stalin in 1953 komt er een zekere 'dooi' in de filosofie die samenhangt met de destalinisatie. Voor filosofen komt er weer een zekere openheid. Deze openheid uit zich echter niet in de eerste plaats in de inhoud van de filosofie, die moest nog steeds trouw aan het marxisme blijven, maar eerder aan de vorm. Russische filosofen mochten voor het eerst sinds lange tijd weer naar internationale congressen gaan. Andersom werden er ook voor het eerst enkele westerse filosofen, waaronder Alfred Ayer, in Rusland binnengelaten. De openheid vond vooral plaats in de politiek-neutrale vakgebieden in de filosofie, zoals logica, wetenschapsfilosofie en esthetica. Ook komen er weer enkele oude debatten terug op de filosofische agenda, zoals het slavofiliedebat.
Deze dooi zette zich echter niet geheel door. Vanaf 1967 tot 1985 kan men spreken van een stagnatie van de filosofie. De rol van de filosofie is slechts zeer beperkt en er komt weer meer controle vanuit de partij. Naast de officiële academische filosofie, kwam er rond deze tijd ook een sterke 'ondergrondse' beweging in de filosofie. Er komt een hele reeks clandestiene publicaties van filosofisch werk op gang, de zogenaamde "samizdat". Voorbeelden zijn Aleksandr Zinovjev (1922-2006) en Aleksandr Pjatigorski (1929-2009).
De laatste periode binnen de sovjetfilosofie breekt aan vanaf 1985, grotendeels door de hervormingen van Michail Gorbatsjov (1931-2022), de zogenaamde "perestrojka" en "glasnost". Door deze vernieuwingen kwam er een enorme zelfkritiek in de filosofie op gang: de vroegere sovjetfilosofie werd verworpen als verkeerd. De verschillende departementen werden hernoemd, zo werden wetenschappelijke communisten plotseling politicologen en sociologen. De aandacht verschoof ook van marxisme naar de geschiedenis van de filosofie. Hierop kwam echter een reactie van de meer conservatieve kant van de filosofie die het werk van onder anderen Stalin dan weer als de grootste verwezenlijkingen van de sovjetfilosofie zag. Deze maatschappelijke omwentelingen gingen ook gepaard met een zeker verval van de filosofische faculteiten en bibliotheken in Rusland, zeker na de val van de Sovjet-Unie.

#### Hedendaagse Russische filosofie
Het uiteenvallen van de Sovjet-Unie in 1991 betekende meteen ook het einde van de sovjetfilosofie. Soms spreekt men dan ook wel van "postsovjetfilosofie". Deze periode, die nog niet volledig tot bloei is gekomen, wordt gekenmerkt door de herontdekking van vroegere, religieuze filosofen. Daarnaast is er in deze periode ook een radicalisering van de filosofie: filosofische theorieën worden radicaal in hun oplossingen en afwijzingen van de alternatieven.

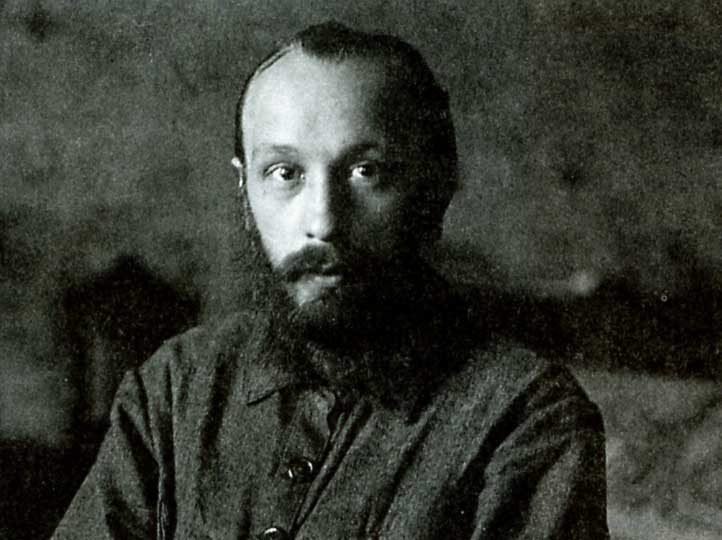
Michail Bachtin (1895-1975)

Vele oudere filosofische stromingen worden voortgezet, maar vaak met een nieuw jasje. Zo leeft het marxisme voort in enerzijds een 'postcommunistisch marxisme' voortbouwend op Sergej Platonov (1860-1933) en anderzijds in een 'postmarxistisch communisme' in de lijn van Sergej Koerginjan (°1949) en Zinovjev. Verder is er nu ook plaats voor een radicale kritiek op het marxisme-leninisme-stalinsime. Zo kritiseerde Aleksandr Jakovlev (1923-2005) voornamelijk hun onwetenschappelijk karakter.
Een andere stroming die weer aan de oppervlakte kwamen was onder andere het Russisch formalisme met onder anderen Viktor Sjklovski (1893-1984) en Roman Jakobson (1896-1982). Deze was al in de jaren 20 en 30 invloedrijk, maar werd nu weer opgepikt. Net als in de westerse wijsbegeerte komt er een interesse voor de band tussen tekens, en de realiteit. Deze Russische formalisten hadden invloed op de westerse filosofie, onder andere in de vorm van het structuralisme. Op zijn beurt keerde de westerse filosofie, na de val van de Sovjet-Unie, dan weer terug naar Rusland, in de vorm van poststructuralisme en deconstructie. Voorbeelden van filosofen in deze lijn zijn Lev Vygotski (1896-1934), Joeri Lotman (1922-1993) en Vadim Linetski (1969-1999).
Een andere hedendaagse Russische stroming in de jaren 1970-1980 is de zogenaamde "culturologie" (Культурология). Deze stroming kan gedefinieerd worden als een integrale studie van menselijke culturen als integrale systemen. Voornamelijk wordt gekeken naar hoe deze integrale culturen het menselijke gedrag beïnvloeden van de mensen die deel zijn van deze systemen. Culturen worden in deze studie descriptief benaderd en de stelling wordt verdedigd dat culturen hun identiteit verkrijgen door toedoen van hun onderscheid met andere culturen. Deze stroming sluit aan bij sociologie, antropologie en culturele studies. Het kan ook gezien worden als een voorloper van de systeemtheorie. Het wordt vooral geassocieerd met het werk van Michail Bachtin (1895-1975). Ook de dialogische filosofie van Vladimir Bibler (1918-2000) wordt hiermee verbonden.

## Algemene karakteristieken
Een reeks kenmerken opsommen die de gehele Russische filosofie typeren is om meerdere redenen problematisch. Allereerst al omdat de Russische filosofie vaak niet het strikte karakter had van de (hedendaagse) westerse filosofie, met de nadruk op nauwkeurige en precieze argumentatie. Ook de sterke verschuivingen in de Russische filosofie, onder andere doordat de Europese invloed in schokken kwam en de Russische Revolutie, heeft het hele Russische filosofische landschap meermaals door elkaar geschud. Toch zijn er enkele kenmerken die grote delen van de Russische filosofie typeren en die typisch zijn aan de filosofie in Rusland. Hier zullen enkele besproken worden:
- De Russische filosofie en vooral de vroege filosofen zijn sterk beïnvloed door enerzijds de Byzantijnse cultuur en oosters-christelijke denkers zoals Johannes Damascenus, en anderzijds het neoplatonisme van Plotinus.[27] Deze elementen zorgden ervoor dat de nadruk op de theocratie steeds aanwezig was en dat men daarnaast kan spreken van een 'monasterisme': de Russische filosofie vloeide voort uit de kloosters en monniken en verheerlijkt (christelijke) idealen van ascese en meditatie. Dit is ook terug te vinden in de Russische kenmerken zoals het bestaan van starets en de zogenaamde 'gekken voor christus' (юродство), rondtrekkende monniken die onderwezen in hoe men zich kan onttrekken aan aardse zaken. Een bekend voorbeeld hiervan is Grigori Raspoetin.
- Hiermee samenhangend is typerend voor de Russische filosofie dat ze is afgesneden van de westerse filosofie. "De Russische filosofische traditie heeft, net als de westerse filosofie, haar wortels in de klassieke Griekse filosofie [... maar] was echter van de westerse cultuur gedurende lange perioden gescheiden, en heeft al dus de westerse invloed met belangrijke breuken ondergaan."[1] Hierdoor kenmerkt de Russische filosofie zich door een specifieke selectie van de westerse filosofie, inclusief met andere accenten.
- "Een van de gevolgen van deze gedeeltelijke eigen geschiedenis is dat de vraag naar de eigenheid van de Russische filosofie de Russische filosofische cultuur beheerst."[1] De Russische filosofie kan vanwege haar aparte geschiedenis zich noch als westers noch als niet-westers beschouwen. Ze moet zich dus bezighouden met het definiëren van een eigen identiteit.
- Analoog met de vorige kwestie heeft de Russische filosofie een problematische houding tot de moderniteit: altijd blijkt zij te laat te komen. Eerst was er de "Tataarse overheersing [die] Rusland terug[wierp] in de vroege Middeleeuwen", waardoor Rusland pas aan het begin van 20e eeuw tot modernisering kon overgaan, maar toen kwam "de cesuur van de Sovjet-Unie". Toen ze hier aan het einde van de 20e eeuw aan ontsnapte, ging Rusland moderniseren, maar het Westen was in intellectuele zin al 'postmodern' geworden en niet meer echt overtuigd van de moderniteit.[1] De vraag is dan of Rusland evengoed moet moderniseren of niet.
- Het werk van vele Russische filosofen bestaat uit een 'in praktijk brengen' van het Europese denken dat nog het best door de spreuk van Karl Marx kan gevat worden: "De filosofen hebben de wereld slechts verschillend geïnterpreteerd; het komt er op aan haar te veranderen."[28] De Russische filosofie is in de eerste plaats gericht op de ethiek, politieke filosofie en sociale filosofie en dus het toepassen van de filosofie op de politieke realiteit.[3][4][29] Andere filosofen hebben dan weer kritiek op deze eenzijdigheid. Volgens N.O. Losski is dit niet het volledige beeld. Er is ook een duidelijke interesse in kennistheorie, logica, metafysica, esthetica en geschiedfilosofie.[30]
- Volgens Evert van der Zweerde typeert de Russische filosofie zich ook door een "dwingende handelingsdruk, met het idee dat Ruslands acute problemen om een oplossing schreeuwen en dat van filosofen verwacht mag worden dat ze aan een oplossing bijdragen. Filosofie in Rusland is maatschappelijk relevant niet alleen omdat de filosofen dat willen, maar omdat de maatschappij wil dat ook de filosofie relevant is."[1]
- Ook de geschiedfilosofie staat centraal binnen de Russische filosofie. Zeker in de 19e eeuw heerste de opvatting dat men in de geschiedenis vaste wetten kan terugvinden (historicisme). Vaak echter willen denkers uit Rusland deze opvatting combineren met de vrijheid van het individu. Dit komt met name naar voren in het personalisme en existentialisme met denkers als Rozanov, Sjestov, Berdjajev en Bakhtin. Een centraal debat is dat tussen vrijheid en natuurlijke en sociale bepaaldheid. Dit hangt ook samen met de strijd tussen het individuele en het collectieve en de religieuze creativiteit tegenover de wetenschappelijke, objectieve kennis. Ook zaken als leven, wil en pluralisme staan hier tegenover rede en monologisme.
- Een ander belangrijk kenmerk is de nadruk op het begrip 'dorpsgemeenschap' in verschillende vormen (vooral binnen het populisme). In haar klassieke vorm is dit het begrip van "obsjtsjina", de unieke vorm van egalitaire dorpsgemeenschappen die de Russische filosofen op het Russisch platteland terugvonden. De Russische filosofie gaf echter vaak een eigen draai aan dit concept. Zo introduceerde Aleksej Chomjakov het begrip van sobornost. Dit kan gedefinieerd worden als "de combinatie van vrijheid en eenheid van vele personen op basis van hun gemeenschappelijke liefde voor dezelfde absolute waarden"[31] of anders het maatschappelijk ideaal van "een vrije vereniging van gelijkwaardige individuen op basis van een gedeelde christelijke levensbeschouwing."[32] Vladimir Solovjovs 'al-eenheid' kan gezien worden als uitbreiding van dit concept tot een metafysisch niveau.
- Solovjov notie van 'al-eenheid' leidt tot een nieuw kenmerk van de Russische filosofie: het willen vaststellen van de kenmerken van de 'nieuwe mens'. Dit begrip van de nieuwe mens maakte zijn optocht rond 1860 bij de Russische intelligentsia en kreeg in 1917 de toevoeging van 'sovjet'. Deze 'nieuwe mens' of 'integrale persoonlijkheid' hield zowel politiek rechts als links bezig in Rusland. In rechtse kringen werd de nieuwe mens gezien als iemand die vrij moet zijn van de cognitieve en morele gebreken die hem er van weerhouden om zich volledig te ontplooien. In linkse kringen, zoals bij de nihilisten of de marxisten, werd de nieuwe mens geassocieerd met de rationalist of bij Bakoenin als de 'eeuwige rebel'. Dit begrip heeft een nauwe link met het concept van de übermensch van Friedrich Nietzsche. Dit idee werkte ook nog door in de 20e eeuw bij het kosmisme van Nikolaj Fjodorov en de mechanisch sciëntisme van sovjetdenkers zoals Trofim Lysenko.[3]
- Een laatste kenmerk is "de afwezigheid van skepsis".[16] Dit terwijl het Westen zich al vanaf René Descartes bezighoudt met het neutraliseren van het scepticisme. De Russische filosofie vindt de zekere kennis niet problematisch en gelooft in de mogelijkheid van een alomvattende kennis. Russische filosofen gaan er vaak van uit dat de externe wereld onproblematisch gekend kan worden, door bijvoorbeeld een beroep te doen op intuïtie en realisme, dat blijkt duidelijk uit het werk van Solovjov en de latere intuïtivisten.[30] Dit staat lijnrecht tegenover de westerse traditie, die vanaf Kant sterk idealistisch en sceptisch van aard is. Het ideaal in de Russische filosofie is dan ook "integrale kennis".[33]

Mikhail Epstein wijst er verder op dat de waarde en eigenheid van de Russische filosofie in haar unieke verwezenlijkingen ligt:
- Zo was Rusland een van de eerste landen die het klassiek eurocentrisch model in vraag stelde, samen met klassieke westerse filosofische ideeën zoals rationalisme en individualisme. Daartegenover probeert Rusland een eigen opvatting van de maatschappij naar voren te brengen. Dit is bijvoorbeeld duidelijk in het debat rond slavofilie.
- Russische filosofen probeerde een synthese te formuleren tussen filosofie en geloof. De religieuze filosofie staat dan ook centraal en men streeft naar "integrale kennis" die alle aspecten in het leven verenigen. Dit bleek ook al uit de notie van 'al-eenheid' van Solovjov.
- De Russische filosofie is ook relevant in haar uitwerking van het sovjetmarxisme. Marxisme was decennialang de dominante filosofie in Rusland en werd daar ook in de praktijk toegepast. Het 'falen' van het marxisme in de vorm van het Russisch communisme is een belangrijke historische les van de Russische filosofie.
- In de Sovjet-Unie bekleedde de filosofie voor het eerst de centrale rol binnen het maatschappelijk leven. Het dialectisch materialisme was het toonaangevend principe voor economisch, politieke en culturele activiteiten. In die zin kan de Russische filosofie dus gezien worden als een in praktijk brengen van idee, dat teruggaat tot het werk van Plato, van de eenheid tussen filosofie en de staat.
- De onderdrukking van de Russische filosofie tijdens het communistisch regime, waarbij een hele reeks filosofen vervolgd of verbannen werden, toonde de geestelijke kracht van de filosofie en wat het voor een individu kan betekenen. Vele van deze filosofen waren immers bereid hun leven te geven voor hun filosofische overtuigingen.
- Het Russisch denken onder het totalitair regime reikte ook een hele reeks filosofische strategieën van verzet aan. Voorbeelden hiervan zijn existentialisme, dialogische filosofie, culturologie, christelijk liberalisme en ecumenisme.

## Vertegenwoordigers
Russische verlichting
- Michail Lomonosov (1711-1765)
- Michail Sjtsjerbatov (1733-1790)
- Semjon Desnitski (1740-1789)
- Denis Fonvizin (1744-1792)
- Aleksandr Radisjtsjev (1749-1802)

Slavofielen
- Vladimir Odojevski (1803-1869)
- Fjodor Tjoettsjev (1803-1873)
- Aleksej Chomjakov (1804-1860)
- Ivan Kirejevski (1806-1856)
- Konstantin Aksakov (1817-1860)
- Joeri Samarin (1819-1876)
- Nikolaj Danilevski (1822-1885)
- Konstantin Pobedonostsev (1827-1907)
- Nikolaj Strachov (1828-1896)
- Konstantin Leontjev (1831-1891)
- Ivan Iljin (1883-1954)

Westerlingen
- Pjotr Tsjaadajev (1794-1856)
- Vissarion Belinski (1811-1848)
- Alexander Herzen (1812-1870)
- Nikolaj Stankevitsj (1813-1840)

Positivisten
- Konstantin Kavelin (1818-1885)
- Pjotr Lavrov (1823-1900)
- Nikolaj Michailovski (1842-1910)
- Nikolaj Korkoenov (1853-1904)

Materialisten en nihilisten
- Nikolaj Tsjernysjevski (1828-1889)
- Ivan Setsjenov (1829-1905)
- Dimitri Pisarev (1840-1868)

Epistemologen, logici en metafysici
- Boris Tsjitsjerin (1828-1904)
- Pavel Bakoenin (1820-1900)
- Vasili Tsinger (1836-1907)
- Michail Karinski (1840-1917)
- Nikolaj Debolski (1842-1918)
- Nikolaj Grot (1852-1899)
- Sergej Troebetskoj (1863-1905)
- Gustav Speth (1879-1937)

Russische formalisten
- Osip Brik (1888-1945)
- Viktor Sjklovski (1893-1984)
- Joeri Tynjanov (1894-1943)
- Roman Jakobson (1896-1982)

Russisch kosmisme
- Nikolaj Fjodorov (1828-1906)
- Konstantin Tsiolkovski (1857-1935)
- Vladimir Vernadski (1863-1945)
- Aleksandr Tsjizjevski (1897-1964)

Occultisme
- Nikolaj Novikov (1744-1818)
- Michail Speranski (1772-1839)
- Helena Blavatsky (1831-1891)
- George Gurdjieff (1872-1949)
- P.D. Oespenski (1878-1947)

Intuïtivsme
- Leo Lopatin (1855-1920)
- Nikolaj Losski (1870-1965)
- Semjon Frank (1877-1950)

Christelijke filosofen
- Fjodor Dostojevski (1821-1881)
- Pamfil Joerkevitsj (1827-1874)
- Viktor Koedrjavtsev (1828-1892)
- Nikolaj Fjodorov (1828-1903)
- Lev Tolstoj (1828-1910)
- Vladimir Solovjov (1853-1900)
- Vasili Rozanov (1856-1919)

- Sergej Boelgakov (1871-1944)
- Pavel Florenski (1882-1937)

Theologen
- Georgi Florovski (1893-1979)
- Michail Pomazanski (1888-1988)
- Vladimir Losski (1903-1958)
- Alexander Schmemann (1921-1983)
- John Meyendorff (1926-1992)

Existentialisten
- Lev Sjestov (1866-1938)
- Nikolaj Berdjajev (1874-1948)
- Andrej Platonov (1899-1951)

Kunstfilosofen
- Aleksej Losev (1893-1988)
- Michail Bachtin (1895-1975)

Anarchisten
- Michail Bakoenin (1814-1876)
- Lev Tolstoj (1828-1910)
- Pjotr Kropotkin (1842-1921)
- Vladimir Tsjertkov (1854-1936)
- Lev Tsjerni (1878-1921)
- Victor Serge (1890-1947)
- Boris Pilnjak (1894-1938)

Socialisten en marxisten
- Georgi Plechanov (1856-1918)
- Vladimir Lenin (1870-1924)
- Aleksandr Bogdanov (1873-1928)
- Leon Trotski (1879-1940)
- Sofia Janovskaja (1896-1966)
- Alexandre Kojève (1902-1968)
- Aleksandr Zinovjev (1922-2006)
- Evald Iljenkov (1924-1979)

Andere filosofen
- Grigori Skovoroda (1722-1794)
- Lev Vygotski (1896-1934)
- Alexandre Koyré (1892-1964)
- Ayn Rand (1905-1982)
- Aleksandr Zinovjev (1922-2006)
- Merab Mamardasjvili (1930-1990)
- Viktor Ovtsjarenko (1943-2009)
- Aleksandr Doegin (1962-)
- Vadim Linetski (1969-1999)